# Los Angeles County Museum of Art
Los Angeles County Museum of Art (LACMA) – muzeum sztuk pięknych położone w Los Angeles przy Wilshire Boulevard 5905, w połowie drogi między oceanem i centrum miasta.
Składający się z siedmiu budynków kompleks muzealny zajmuje obszar ośmiu hektarów. LACMA ma w swoich zbiorach ponad 100 000 eksponatów i jest największym muzeum na zachodnim wybrzeżu Stanów Zjednoczonych. W kolekcji muzealnej znajdują dzieła sztuki począwszy od starożytności aż do czasów współczesnych. LACMA udostępnia swoje bogate zbiory poprzez wystawy, programy publiczne i badania, przyciągając prawie milion zwiedzających rocznie. Geograficzny zakres kolekcji LACMA obejmuje cały świat, a chronologiczny – praktycznie całą historię sztuki. Na uwagę zasługują zwłaszcza kolekcje: sztuki azjatyckiej, mieszczącej się w części pawilonu zaprojektowanego przez Goffa Bruce’a dla ekspozycji sztuki japońskiej; sztuki Ameryki Łacińskiej, począwszy od arcydzieł z epoki prekolumbijskiej, a skończywszy na czasach współczesnych (prace takich artystów jak: Diego Rivera, Frida Kahlo czy José Clemente Orozco) oraz sztuki islamu, będącej jedną z najważniejszych tego typu kolekcji na świecie.

## Historia

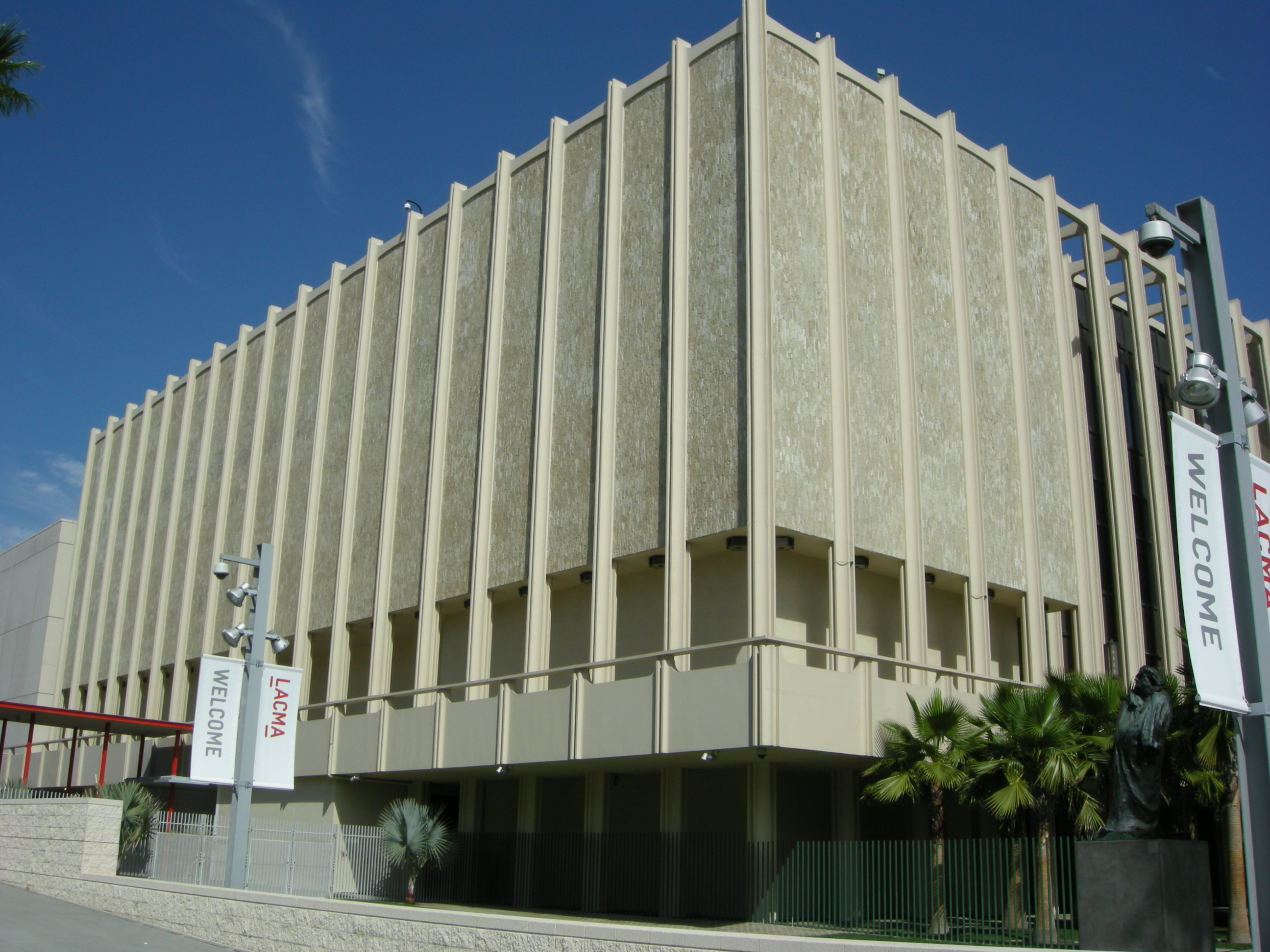
Jeden z budynków LACMA (1965)

Korzenie LACMA sięgają Los Angeles Museum of History, Science and Art, założonego w 1910 na terenie Exposition Park. LACMA powstało w 1961 jako odrębna instytucja poświęcona sztuce. W 1965 placówka została otwarta dla publiczności w nowym miejscu przy Boulevard Wilshire. Kolekcja stała muzeum mieści się w Ahmanson Building, a wystawy specjalne w Hammer Building. Kompleks muzealny uzupełnia Bing Theater, z salą na 600 miejsc, służący do prezentacji programów publicznych.
W 1986 został otwarty Anderson Building (przemianowany w 2007 na Art of the Americas building) mieszczący zbiory sztuki współczesnej. W 1988 oddano do użytku zaprojektowany przez roku Bruce’a Goffa pawilon sztuki japońskiej. W 1994 muzeum nabyło budynek May Company, położony na rogu Wilshire i Fairfax, znany obecnie jako LACMA West. W 2008 otwarto zaprojektowany przez Renza Piana Building Workshop mieszczący wystawę sztuki współczesnej powojennej. Jesienią 2010 otwarto dla publiczności Lynda and Stewart Resnick Exhibition Pavilion, będący największym na świecie muzeum na wolnym powietrzu, przeznaczonym dla dużych wystaw rotacyjnych.

## Kolekcja
Zbiory LACMA podzielone są na następujące działy:

### Sztuka egipska
Kolekcja sztuki starożytnego Egiptu (Egyptian Art) mieści się w Hammer Building na 3. kondygnacji; składa się na nią ok. 2000 dzieł powstałych między 4. tysiącleciem p.n.e. a VII w. n.e. (koniec okresu koptyjskiego) i obejmujących takie wyroby jak: predynastyczne kamienne palety i naczynia, płyty nagrobne i figurki bóstw z okresu Starego Państwa oraz sarkofagi z okresu XXI dynastii

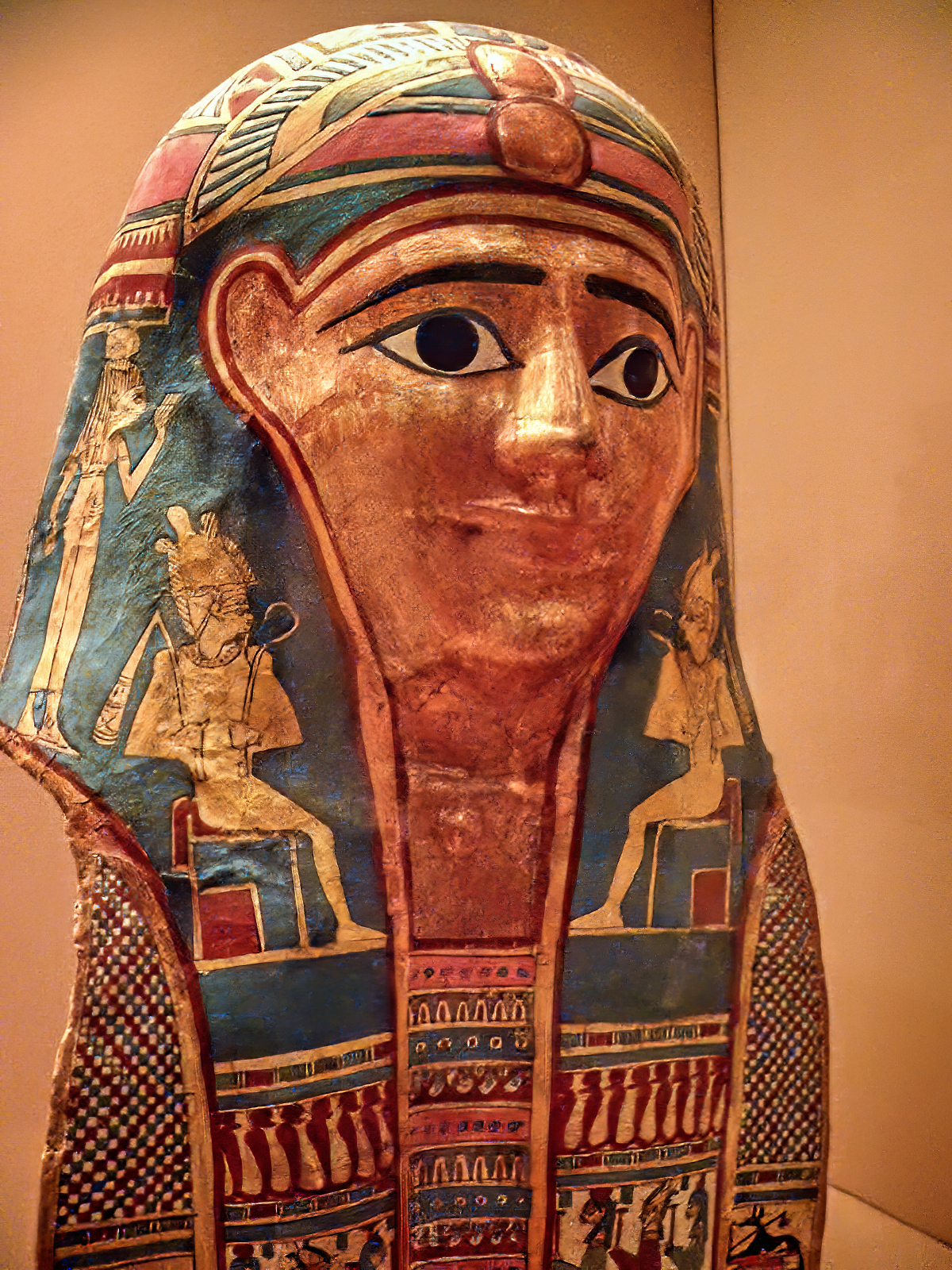
Mumia
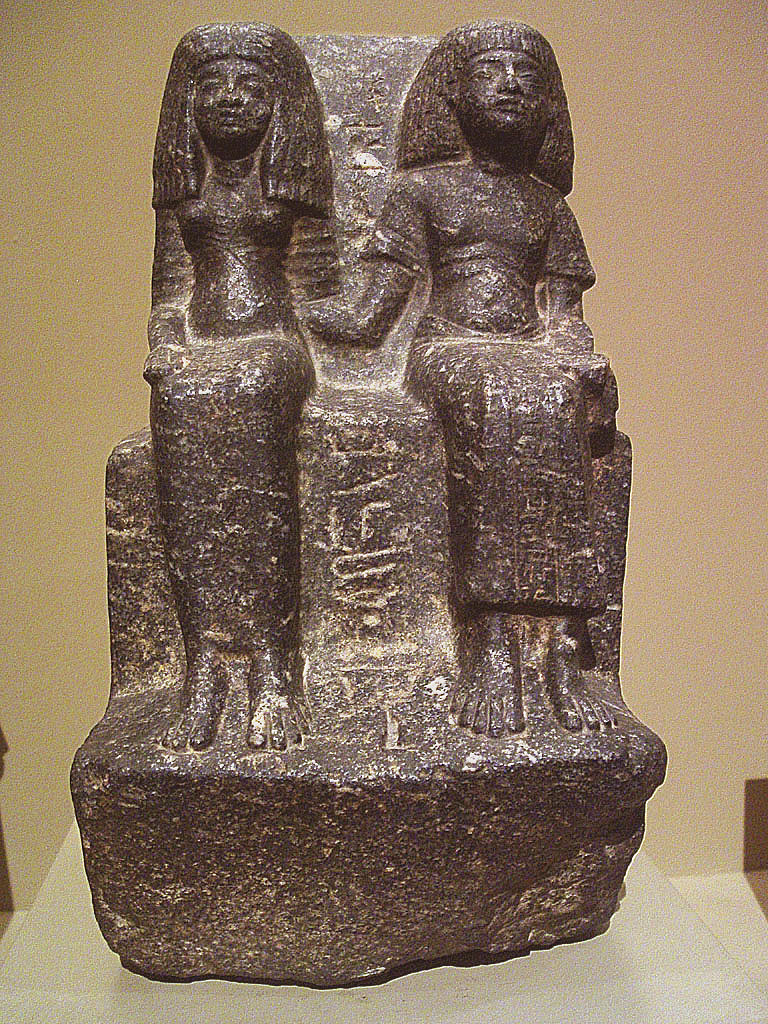
Statuetki „Userhat i Kha” (1319–1306 p.n.e.)

### Sztuka grecka, rzymska i etruska
Kolekcja sztuki greckiej i rzymskiej i etruskiej (Greek, Roman, and Etruscan Art) mieści się w Ahmanson Building na 3. kondygnacji. Dużą jej część stanowi dar magnata prasowego Williama Randolpha Hearsta z lat 40. i 50. Na uwagę zasługują wyroby ceramiczne reprezentujące tzw. styl czarnofigurowy i czerwonofigurowy oraz rzeźby rzymskie wykonane przypuszczalnie na podstawie zaginionych lub zniszczonych greckich oryginałów.

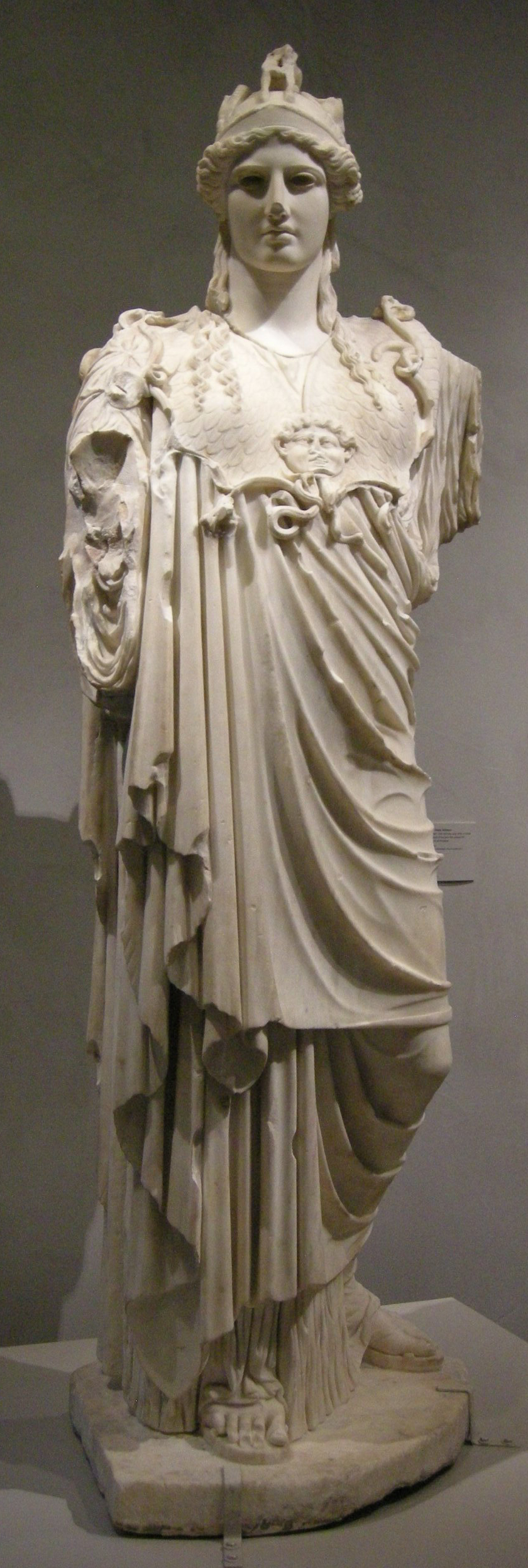
Atena (V w. p.n.e.)
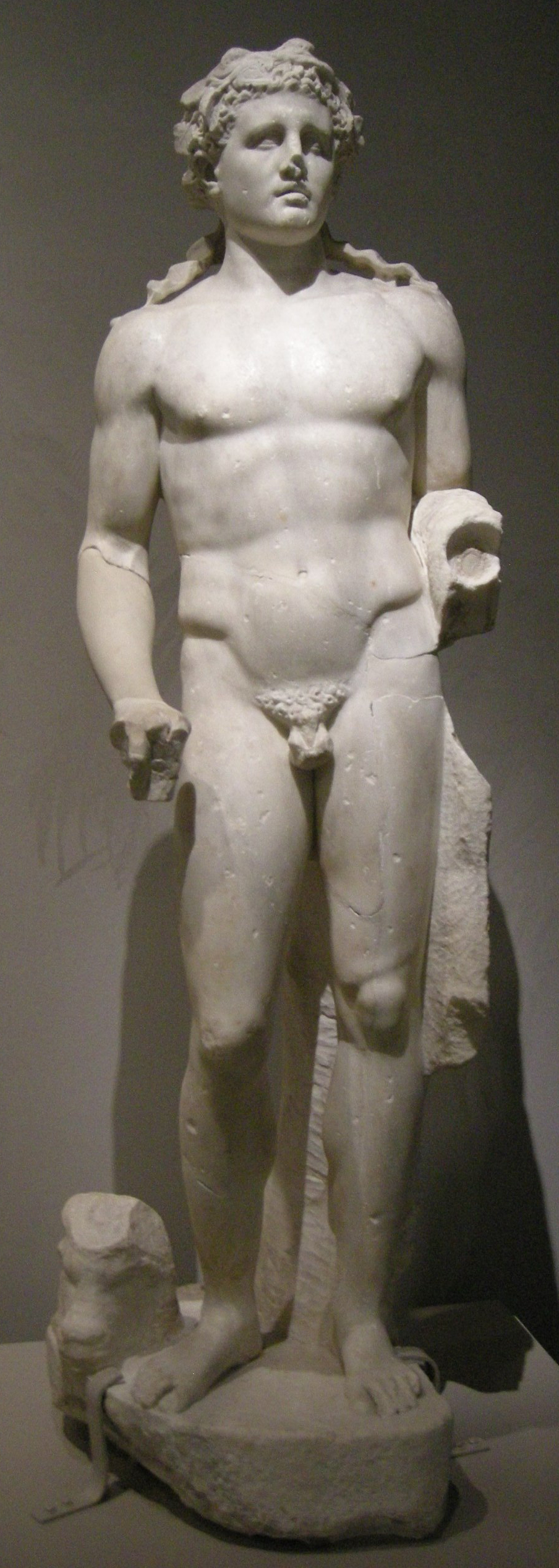
Herkules (370–350 p.n.e.)
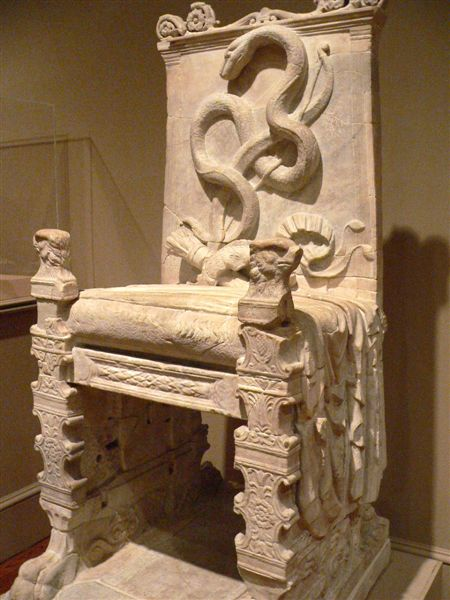
Tron rzymski
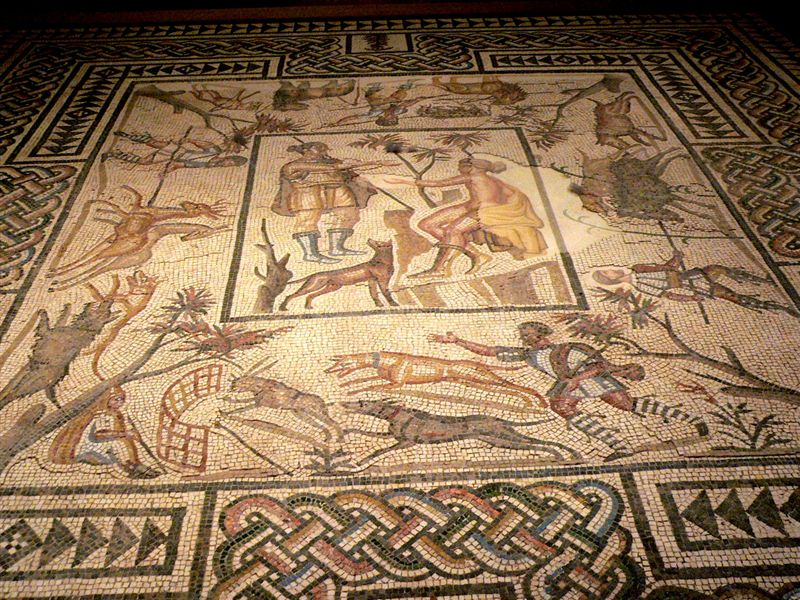
Rzymska posadzka mozaikowa

### Sztuka Starożytnego Bliskiego Wschodu
Kolekcja sztuki Starożytnego Bliskiego Wschodu (Art of the Ancient Near East) znajduje się w Hammer Building na 3. kondygnacji. Na kolekcję składa się ponad 2000 eksponatów obejmujących okres ponad 4000 lat i obszar pomiędzy wschodnim wybrzeżem Morza Śródziemnego a Pakistanem, ze szczególnym uwzględnieniem Iranu. Dzieła sztuki wchodzące w skład kolekcji to m.in. ceramika, naczynia ze srebra i kamienne reliefy asyryjskie.

### Malarstwo europejskie
Zbiory malarstwa europejskiego (European Painting) znajdują się w Ahmanson Building na 3. kondygnacji. Zakres chronologiczny zbiorów to okres od XII w. do początku XX w., a stylowy: od średniowiecznego gotyku poprzez malarstwo renesansowe, barokowe (holenderskie, flamandzkie, włoskie, francuskie i hiszpańskie), rokokowe, romantyczne, szkołę z Barbizon do impresjonizmu i postimpresjonizmu. Do arcydzieł kolekcji należą m.in.: Wskrzeszenie Łazarza Rembrandta (1630) i Magdalena z dymiącym płomieniem Georges’a de La Toura (ok. 1640).

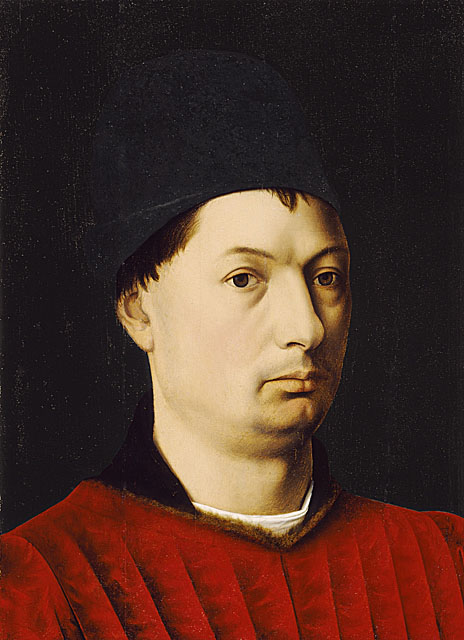
Petrus Christus, Portret mężczyzny, ok. 1475
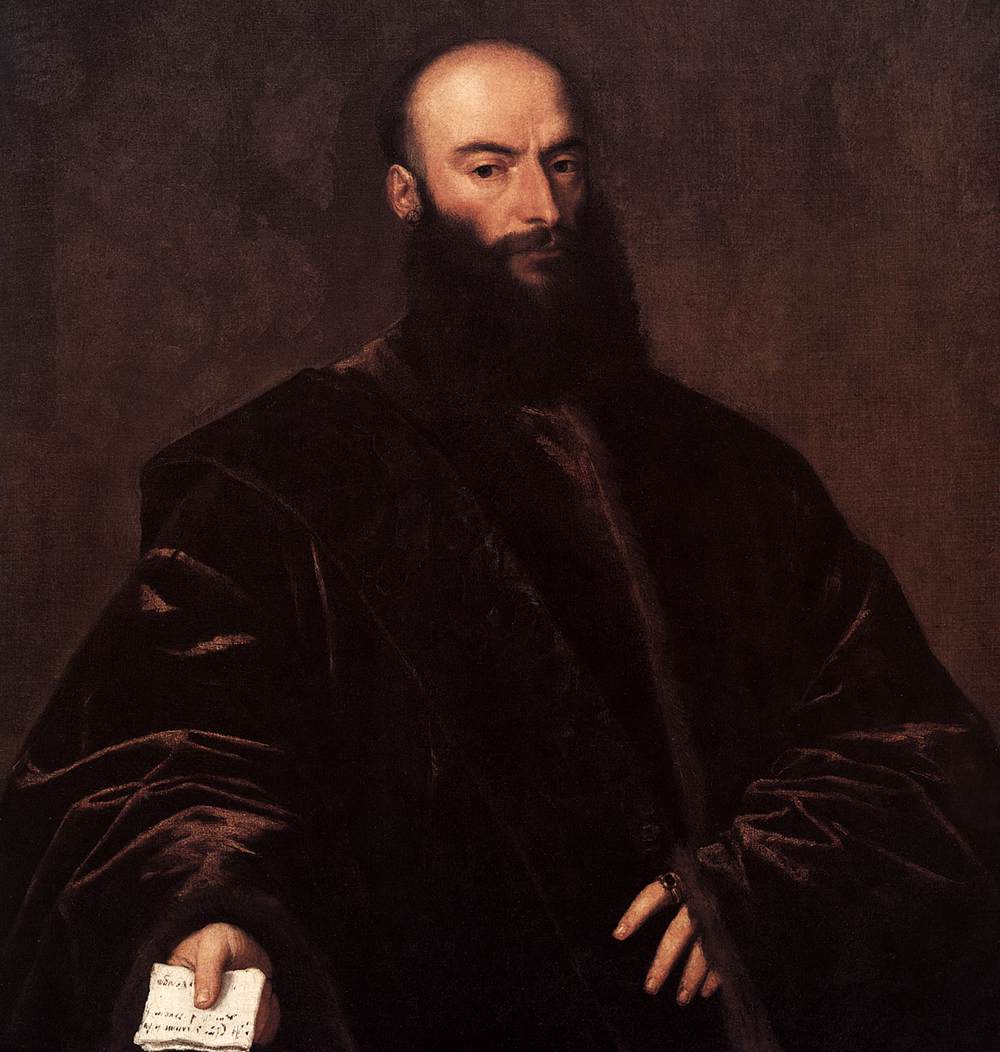
Tycjan, Portret Giacomo Dolfina (fragment), ok. 1532
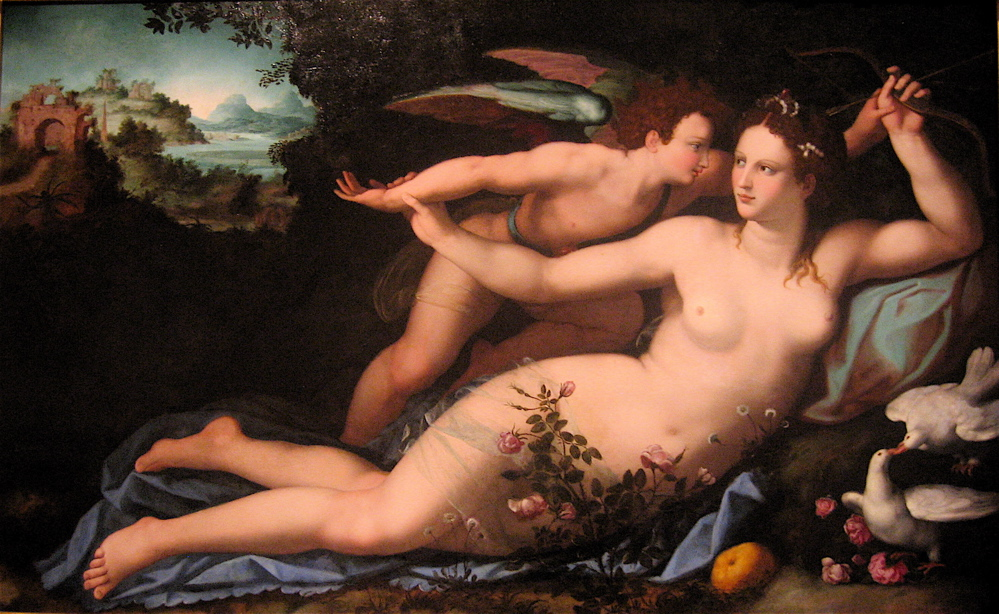
Alessandro Allori, Wenus rozbrajająca Kupidyna, ok. 1570
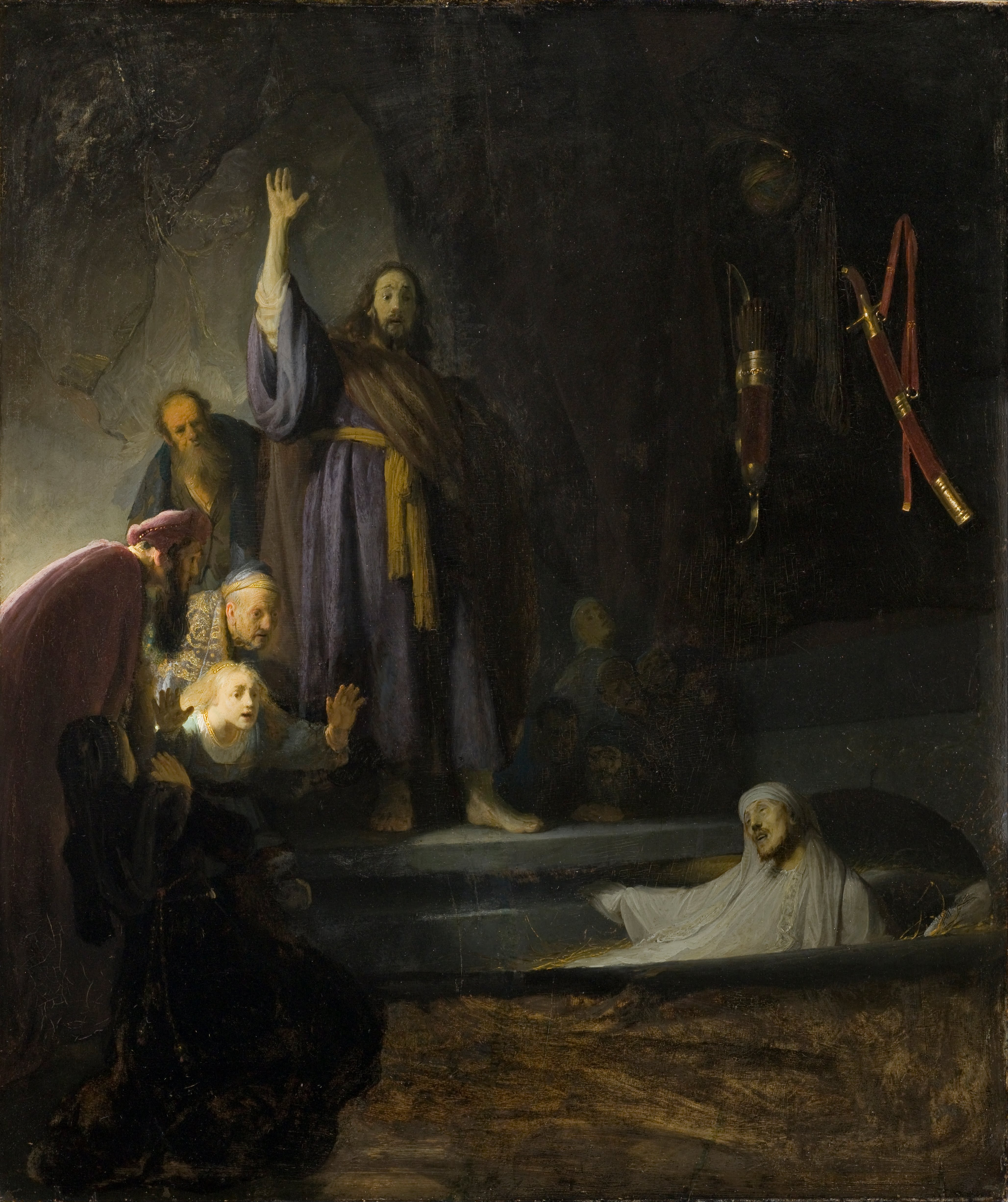
Rembrandt, Wskrzeszenie Łazarza, 1630
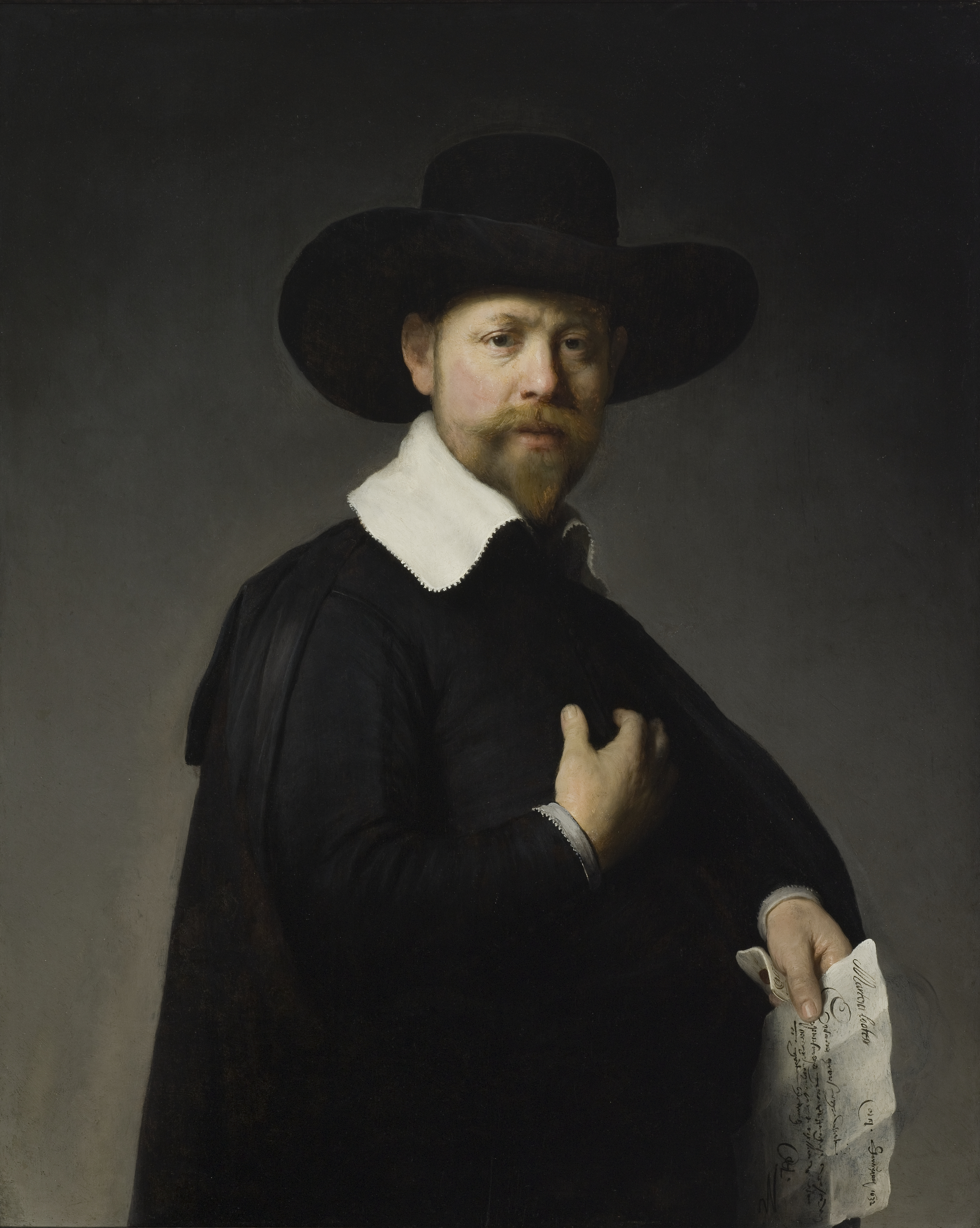
Rembrandt, Portret Martina Lootena, 1632
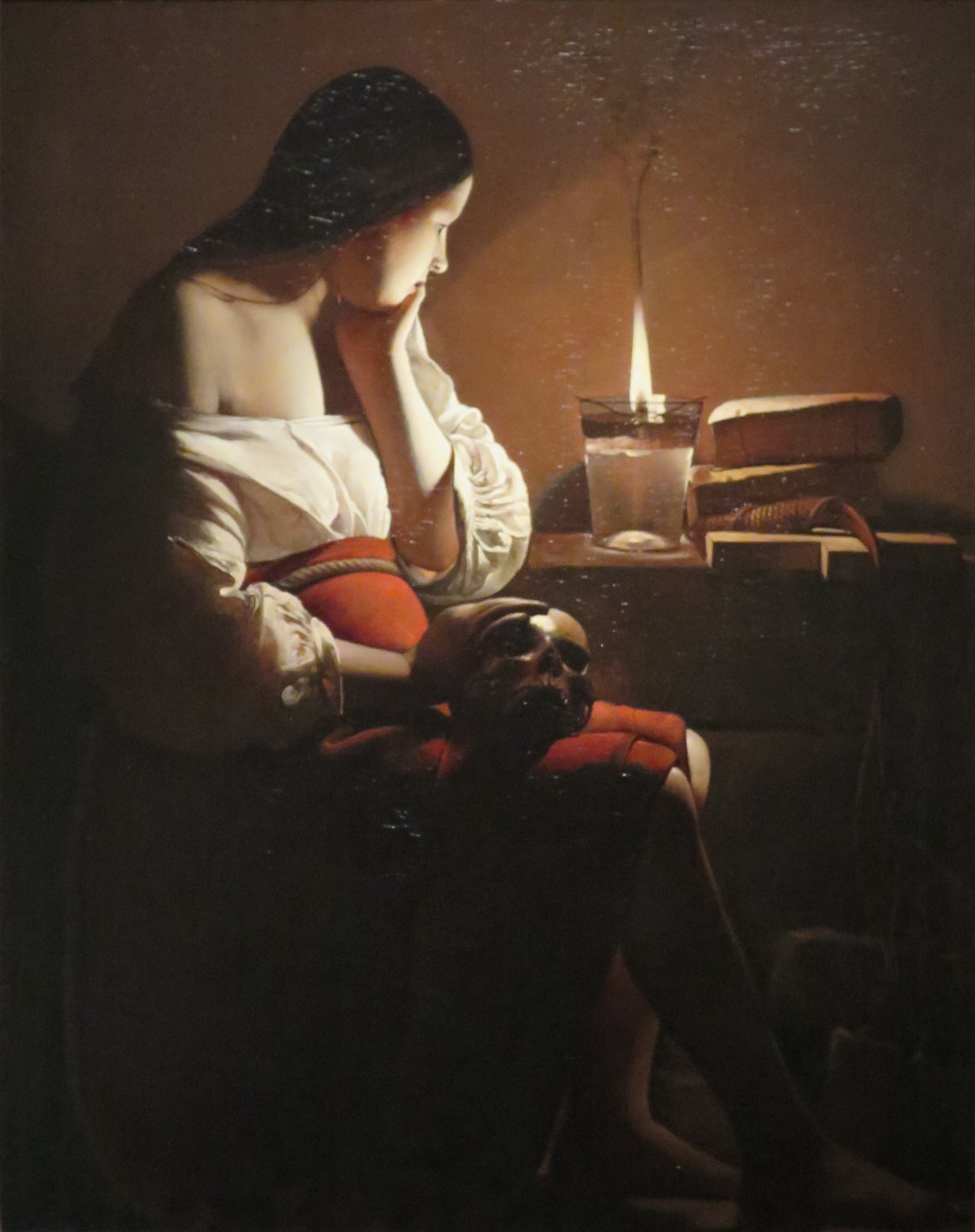
Georges de La Tour, Magdalena z dymiącym płomieniem, 1640
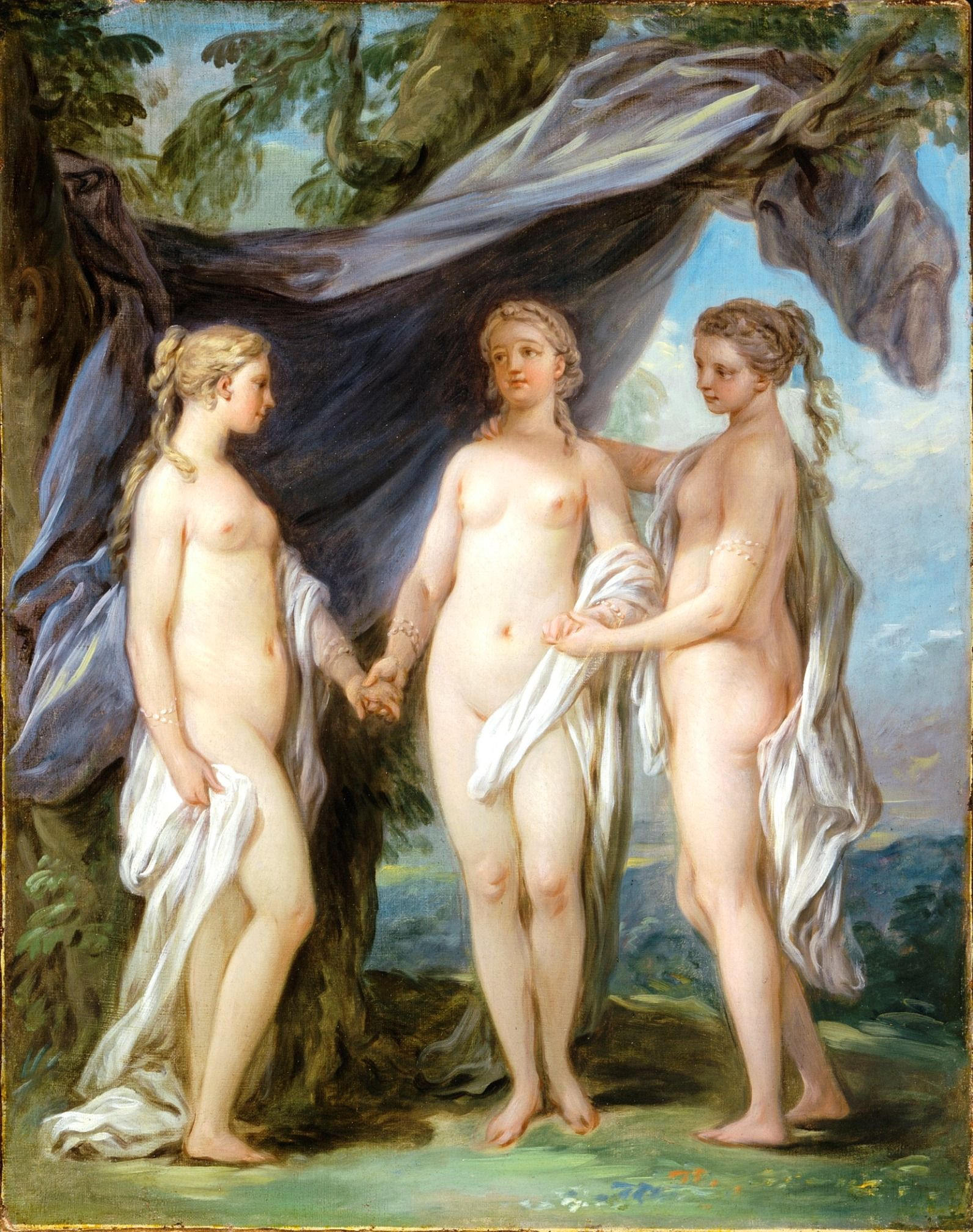
Charles André van Loo, Trzy Gracje, ok. 1763
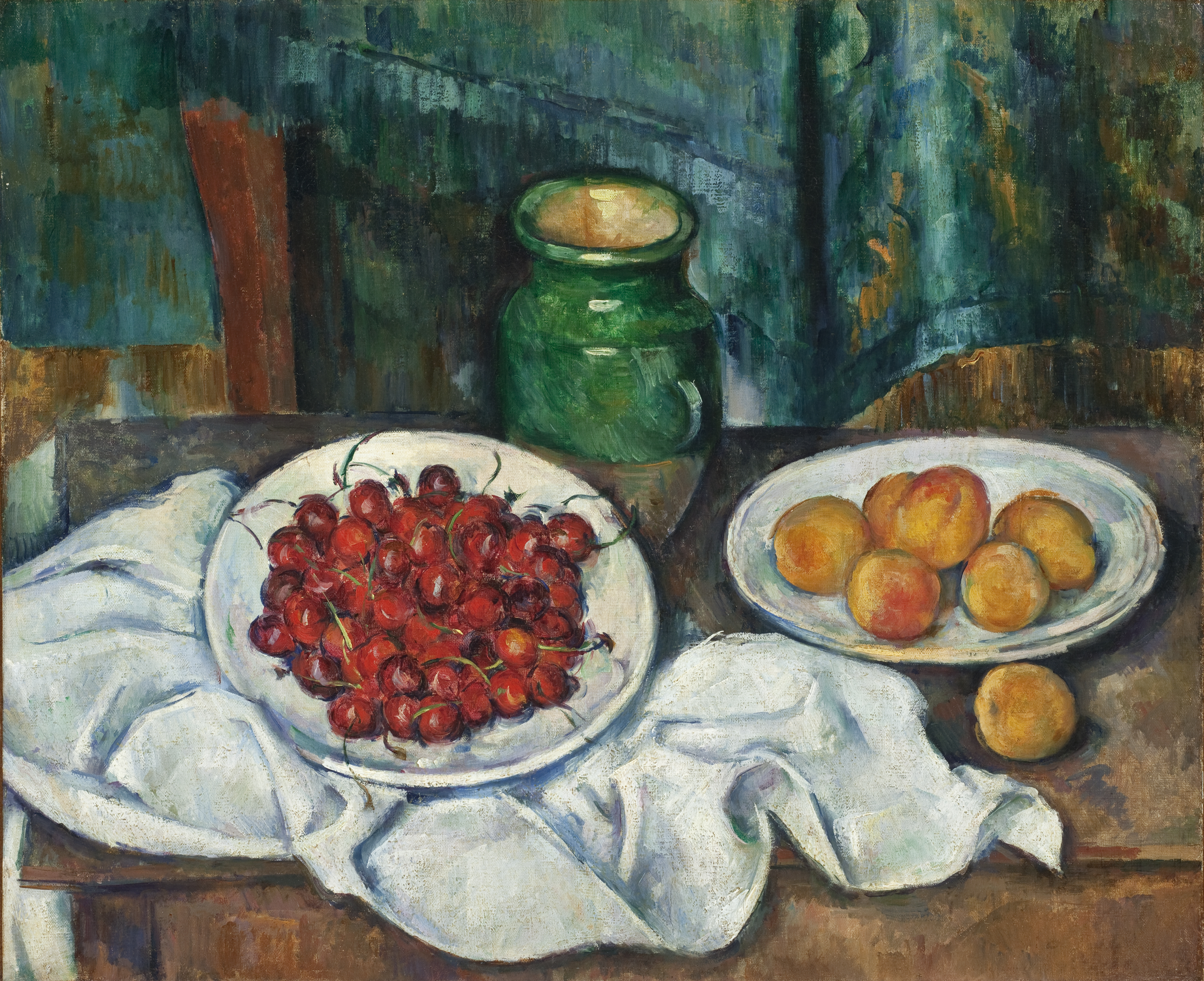
Paul Cézanne, Martwa natura z wiśniami i brzoskwiniami, 1885
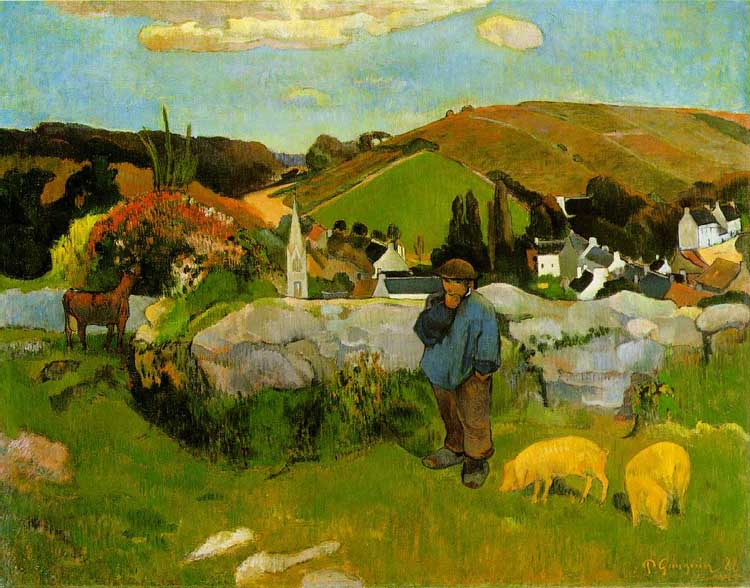
Paul Gauguin, Świniopas, 1888
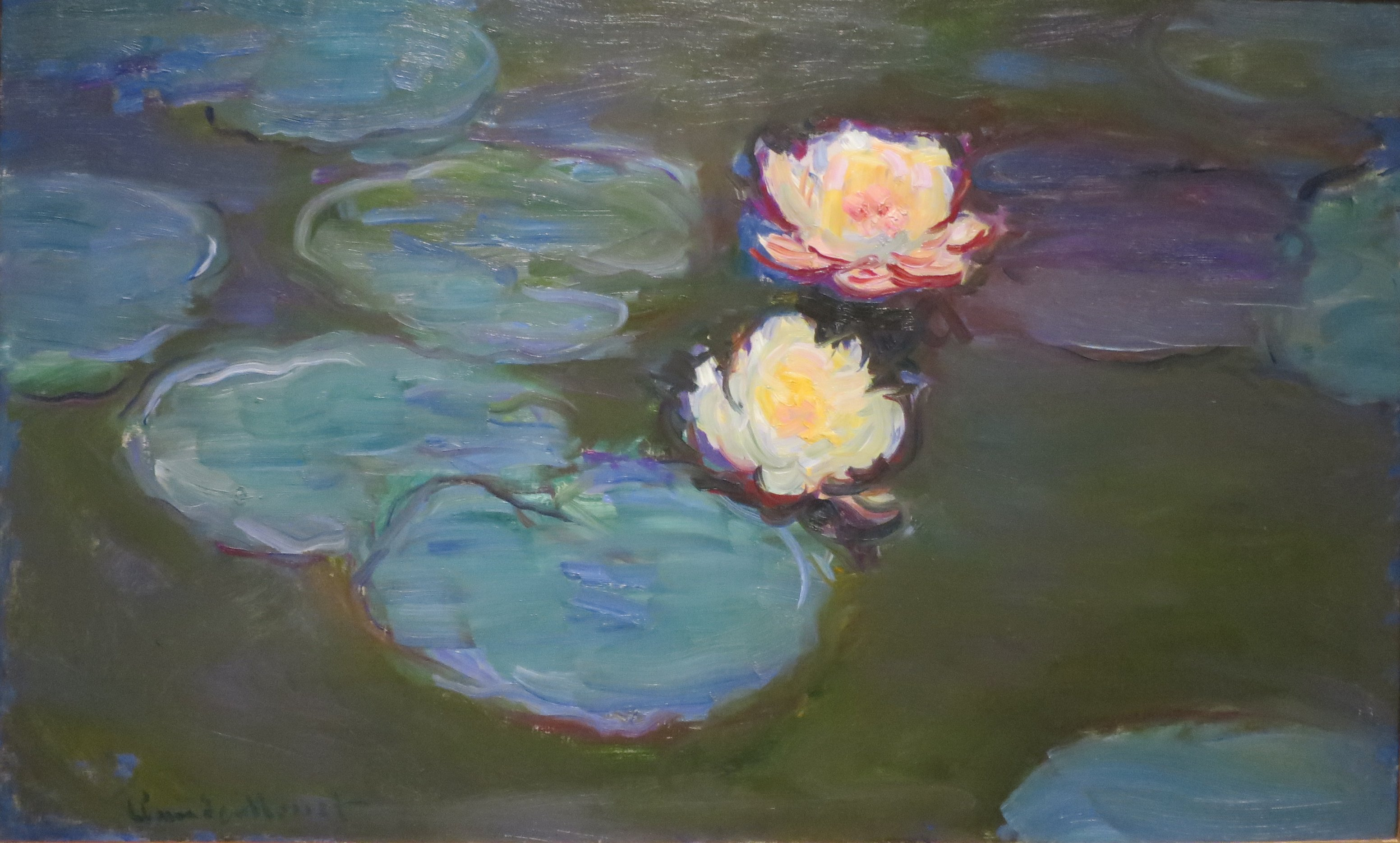
Claude Monet, Lilie wodne, 1897–1898
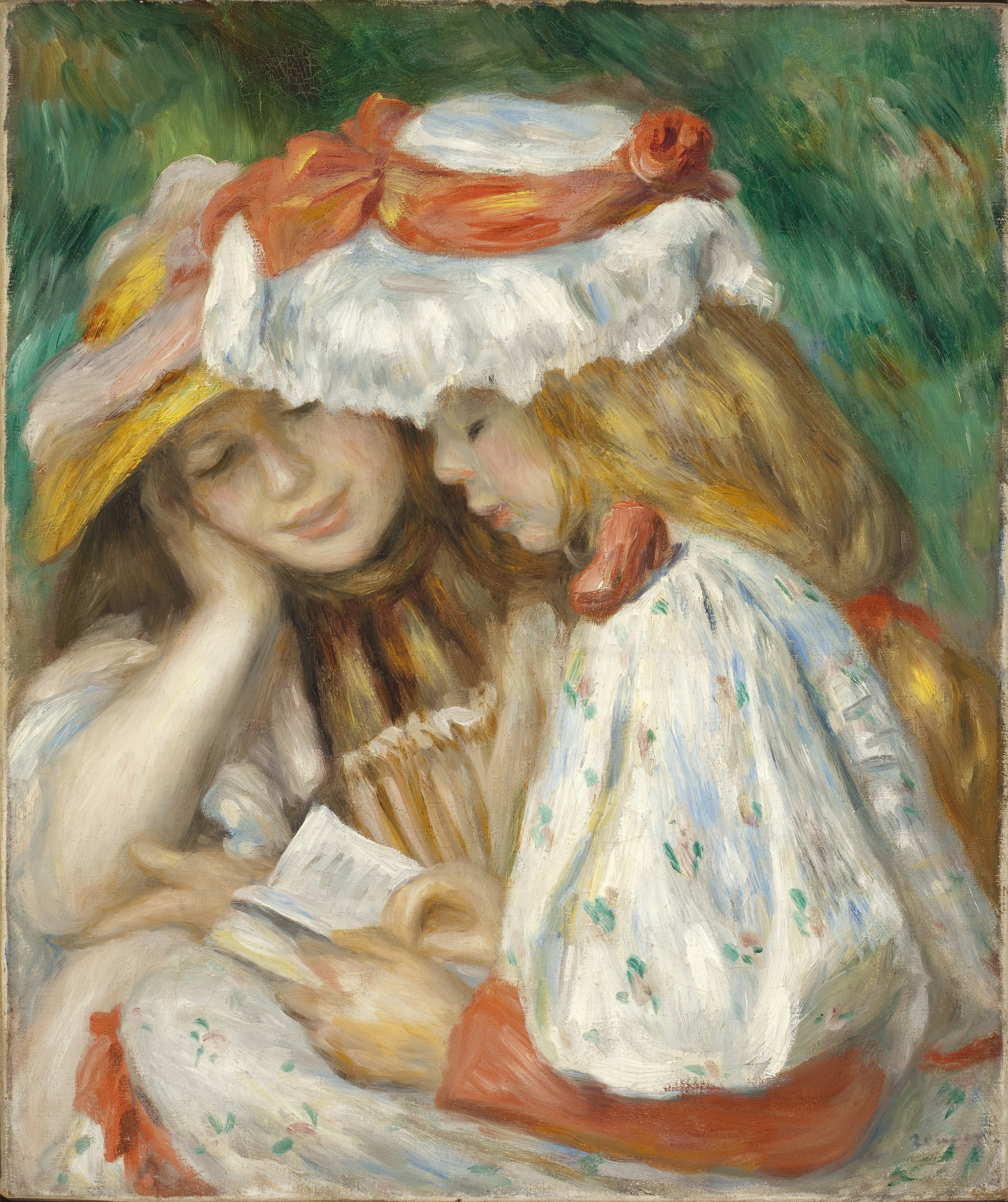
Auguste Renoir, Czytające dziewczynki, 1890–1891
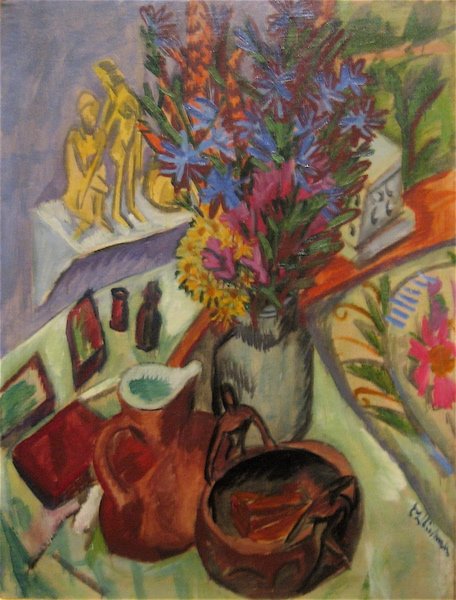
Ernst Ludwig Kirchner, Martwa natura z dzbankiem i afrykańskim naczyniem, 1912

### Rzeźba europejska
Kolekcja rzeźby europejskiej (European Sculpture) znajduje się w Ahmanson Building na 3. kondygnacji oraz w Ogrodzie Rzeźby. Obejmuje eksponaty z okresu od XII w. do lat 20. XX w. Ozdobą kolekcji są polichromowane rzeźby epoki renesansu i baroku, francuskie XVIII-wieczne rzeźby z terakoty autorstwa Tuby’ego, Clodiona, Chinarda i Pajou. Wiek XIX reprezentują rzeźby m.in.: Davida d’Angers, Carrier-Belleuse’a, Falguière’a, a przede wszystkim Auguste’a Rodina.

### Modernizm
Kolekcja dzieł epoki modernizmu (Modern Art) znajduje się w Ahmanson Building na 2. kondygnacji. Składają się na nią dzieła niemieckiego ekspresjonizmu oraz obrazy i rzeźby takich artystów jak: Pablo Picasso, Henri Matisse, René Magritte, Joan Miró, Alberto Giacometti, Constantin Brâncuși, Georges Braque, Henry Moore i in. Zbiory tego działu wzbogaciły dary m.in. Davida Brighta – 23 obrazy (m.in. Picasso, Miró), Roberta Halffa – 35 prac (m.in. Miró, Lichtenstein) oraz Janice i Henri Lazarofów (m.in. Picasso, Brâncuși, Matisse, Braque, Moore).

### Niemiecki ekspresjonizm
Kolekcja dzieł niemieckiego ekspresjonizmu (German Expressionism) znajduje się w Ahmanson Building na 2. kondygnacji. Kolekcja powstała w 1946, a poszerzona została w 1980 poprzez założenie studium Robert Gore Rifkind Center for German Expressionist Studies. Na zbiory tego działu składają się obrazy, rzeźby, grafika, rysunki i książki ilustrowane. W Rifkind Center znajduje się 7000 prac wykonanych na papierze, a w bibliotece ponad 4000 tomów. Artyści reprezentowani w tym dziale to m.in.: Ernst Ludwig Kirchner, Emil Nolde, Wassily Kandinsky, Otto Dix, Käthe Kollwitz i Max Pechstein

### Sztuka współczesna
Zbiory sztuki współczesnej (Contemporary Art) LACMA znajdują się w budynkach Broad Contemporary Art Museum i Ahmanson Building (2. kondygnacja) i obejmują ok. 2000 dzieł z obu Ameryk, Europy i Azji, powstałych po 1968. Są to: obrazy, rzeźby, instalacje i sztuka konceptualna, wideo oraz film. Po 2008 dla potrzeb zbiorów oddano do użytku nowy budynek, Broad Contemporary Art Museum w LACMA, zaprojektowany przez Renzo Piano.

### Sztuka amerykańska
Kolekcja sztuki amerykańskiej (American Art) mieści się w budynku Art of the Americas na 3. kondygnacji i jest najstarszą częścią zbiorów LACMA. Jej początki sięgają roku 1916 i związane są z zakupem obrazu George’a Bellowsa Mieszkańcy urwiska. Kolekcja składa się głównie z obrazów i rzeźb i obejmuje przedział czasowy od okresu kolonialnego do II wojny światowej, dając szeroki pogląd na rozwój kultury i sztuki narodu i regionu.

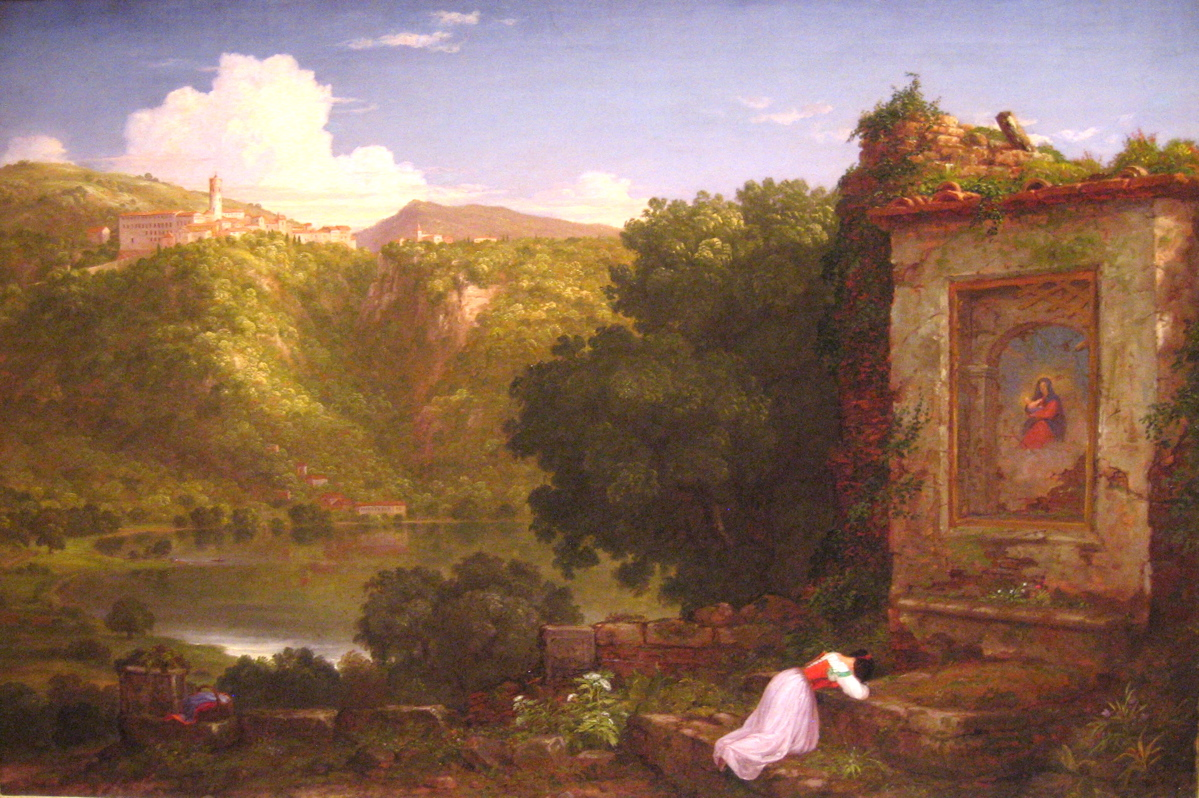
Thomas Cole, Il Penseroso, 1845
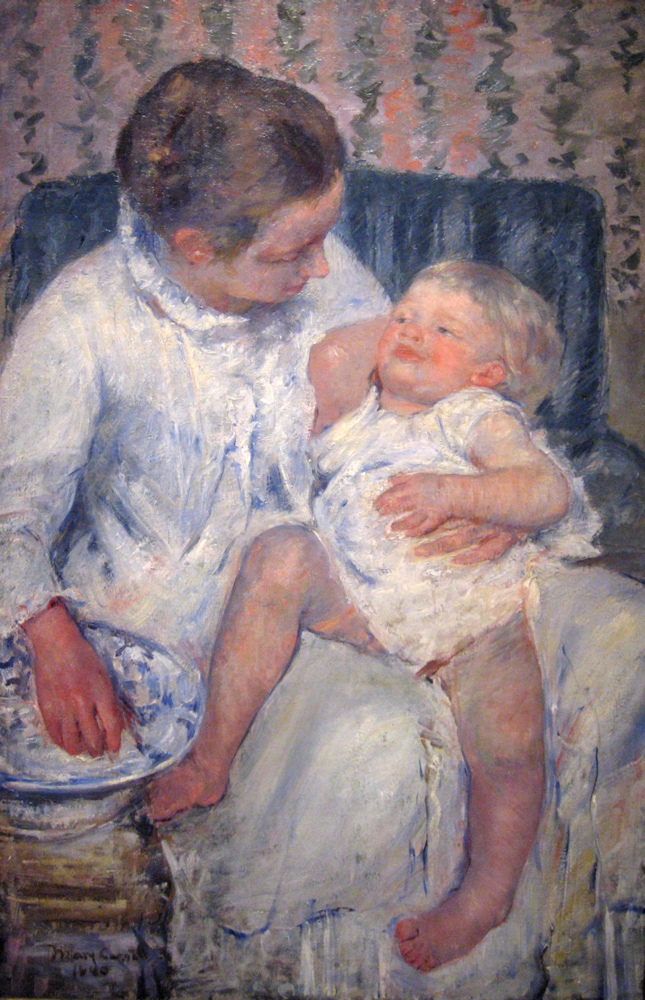
Mary Cassatt, Matka zamierzająca umyć swe śpiące dziecko, 1880
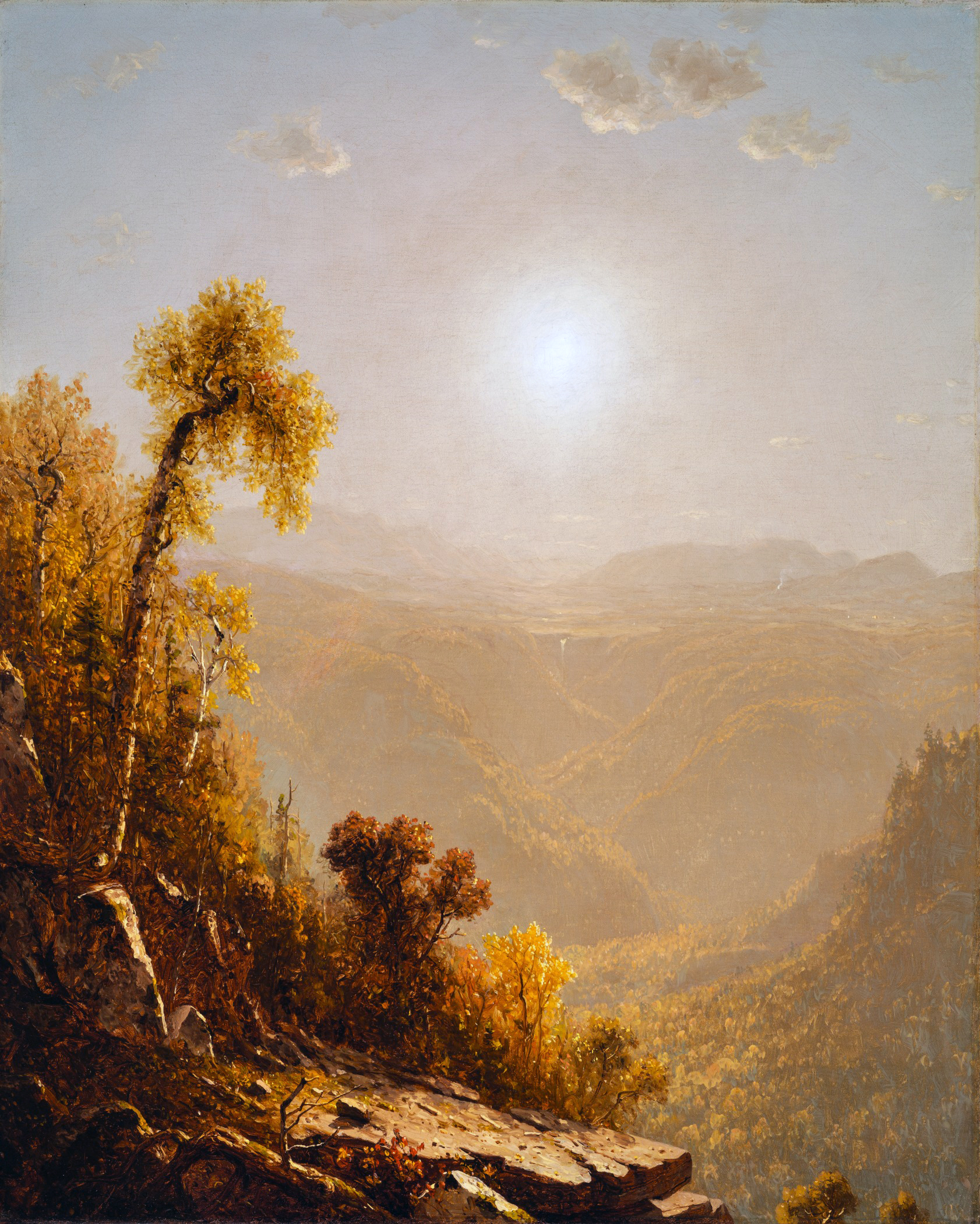
Sanford Robinson Gifford, Październik w Catskills, 1880
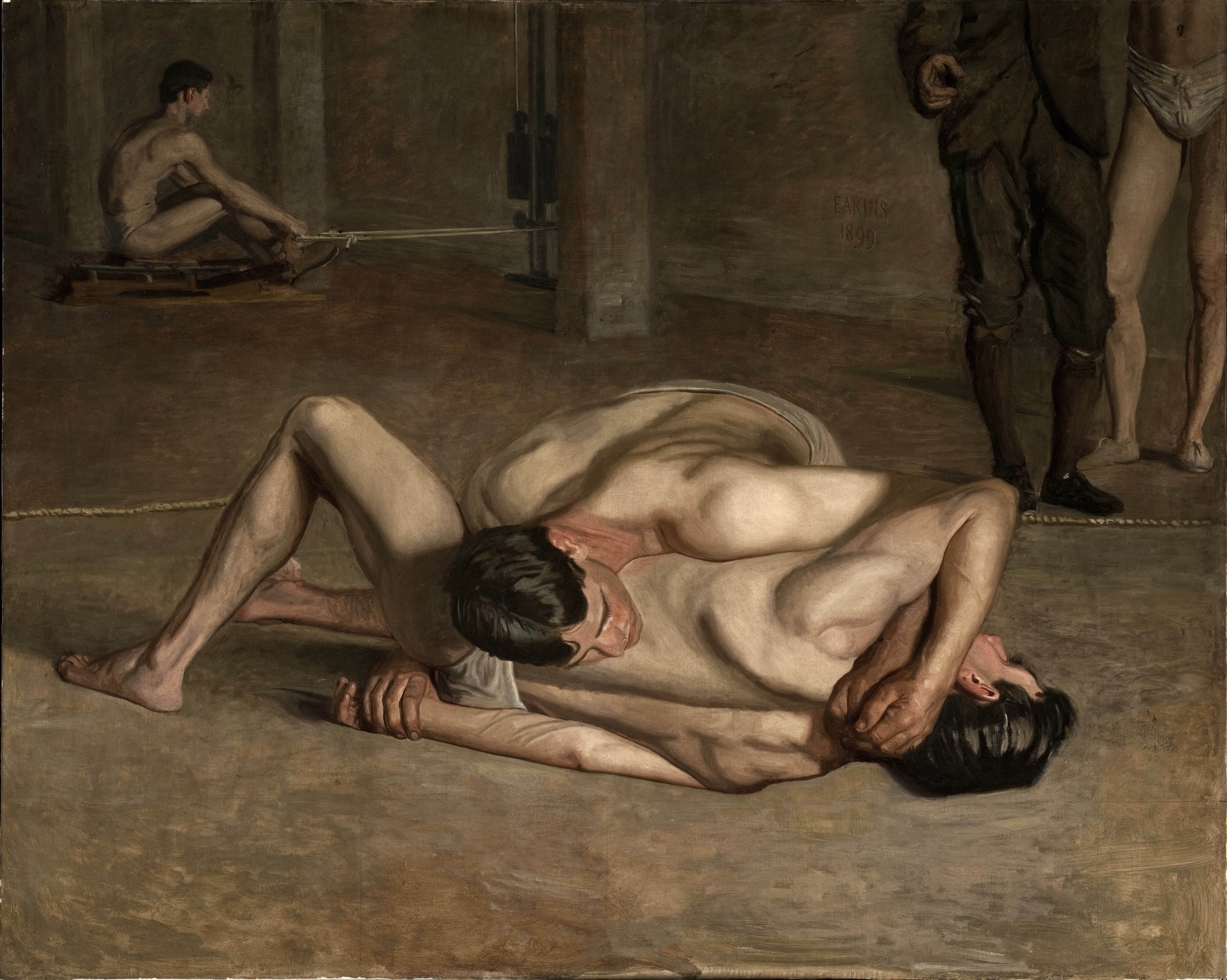
Thomas Eakins, Zapaśnicy, 1899
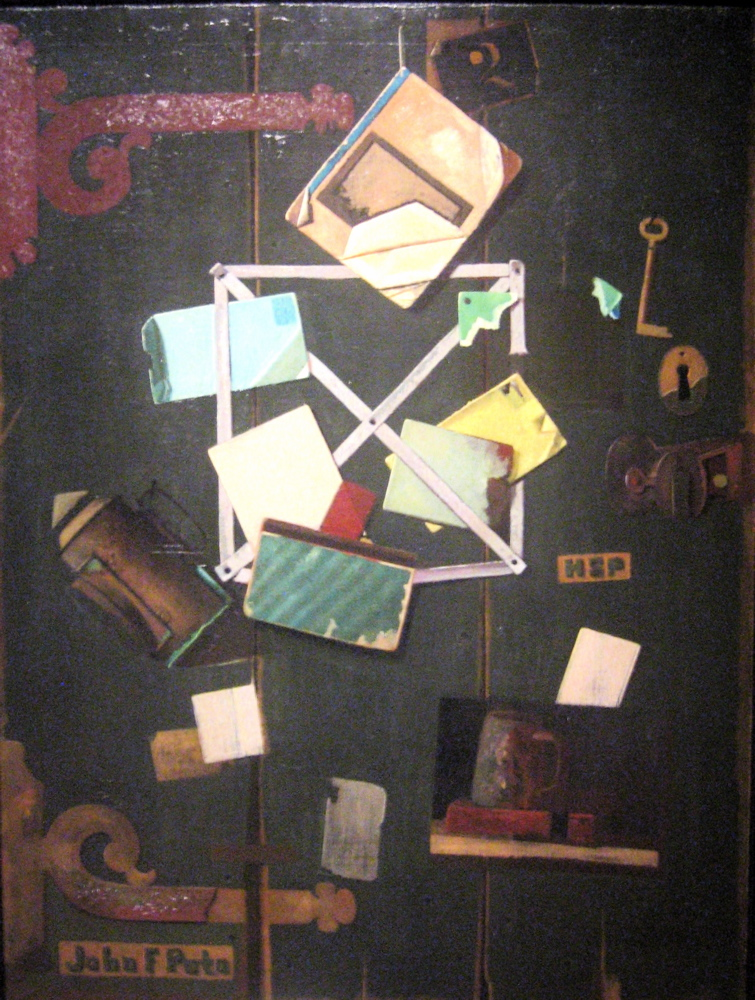
John Frederick Peto, HSP’s Rack Picture, ok. 1900
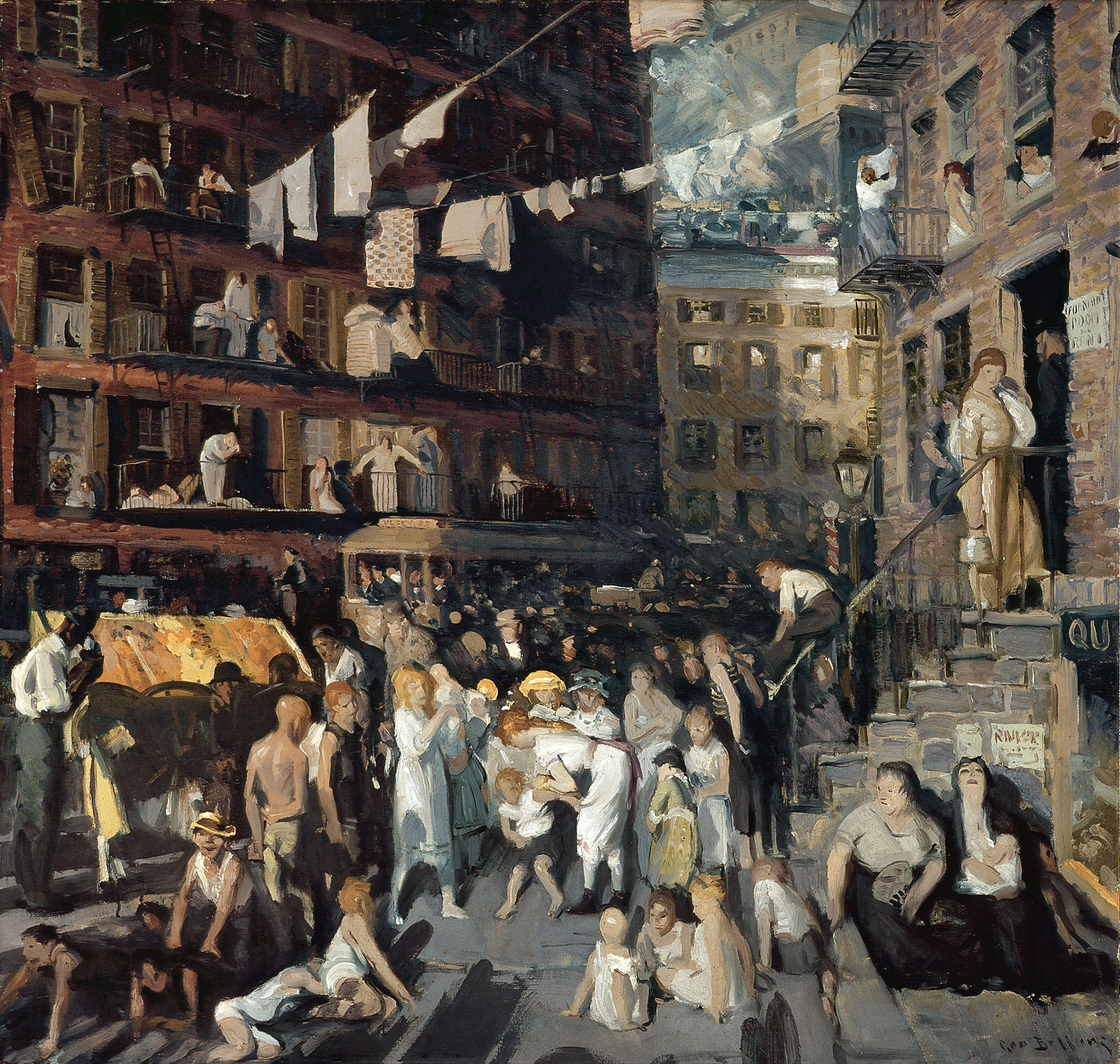
George Bellows, Mieszkańcy urwiska, 1913
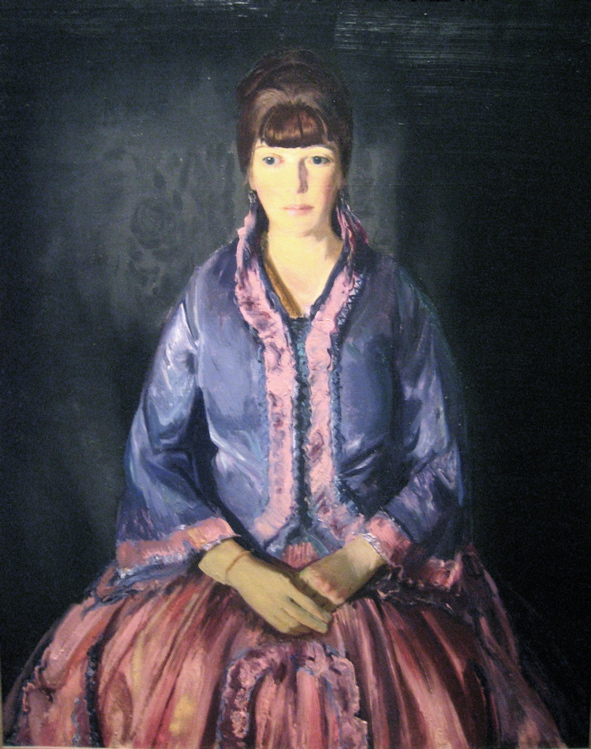
George Bellows, Emma w purpurowej sukni, 1919
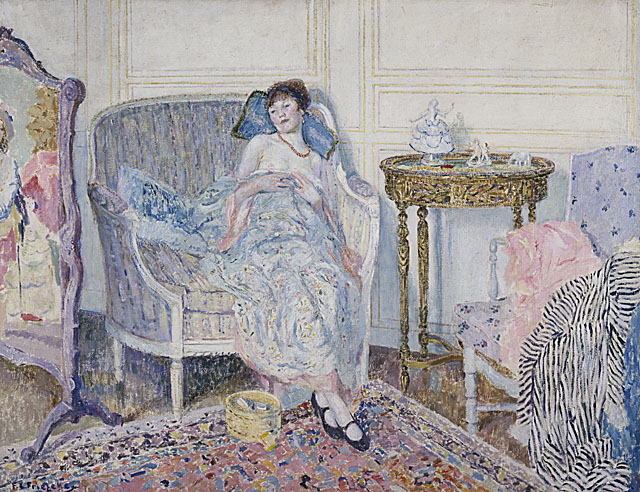
Frederick Carl Frieseke, W buduarze, 1914

### Sztuka prekolumbijska
Zbiory sztuki prekolumbijskiej (Art of the Ancient Americas) znajdują się w budynku Art of the Americas na 4. kondygnacji. Sercem kolekcji są dzieła cywilizacji starożytnego Meksyku, pochodzące ze stanów: Nayarit, Colima i Jalisco. Zbiory uzupełniają nefrytowe wyroby artystów olmeckich oraz tekstylia i ceramika dawnych królestw Peru.

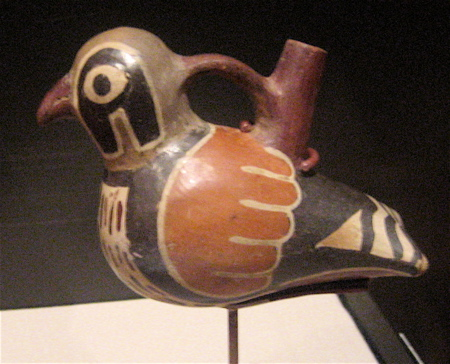
Naczynie w kształcie ptaka, Peru (100 p.n.e. – 200 n.e.)
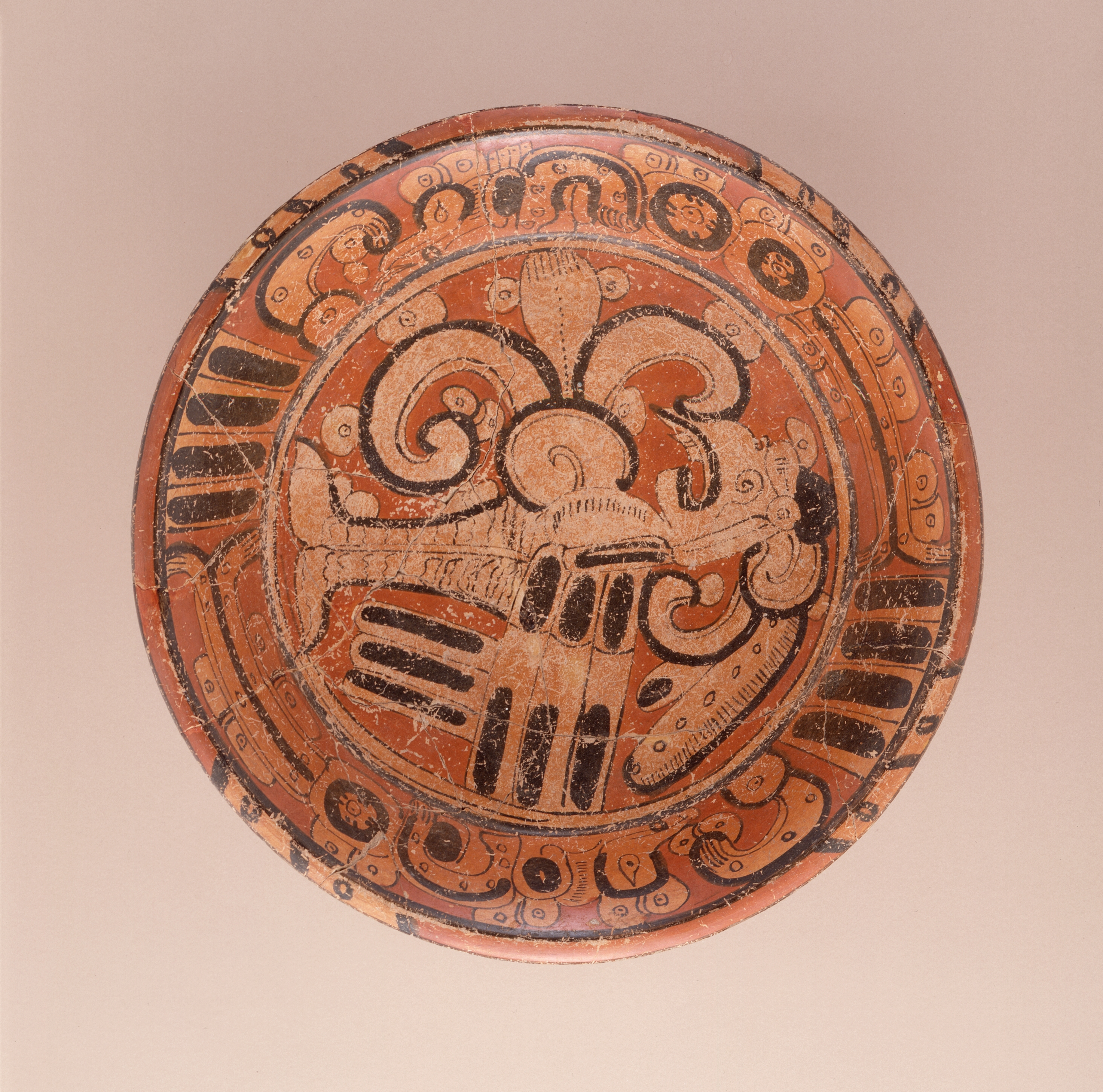
Płyta z mitologicznym ptakiem, Meksyk (550–700)
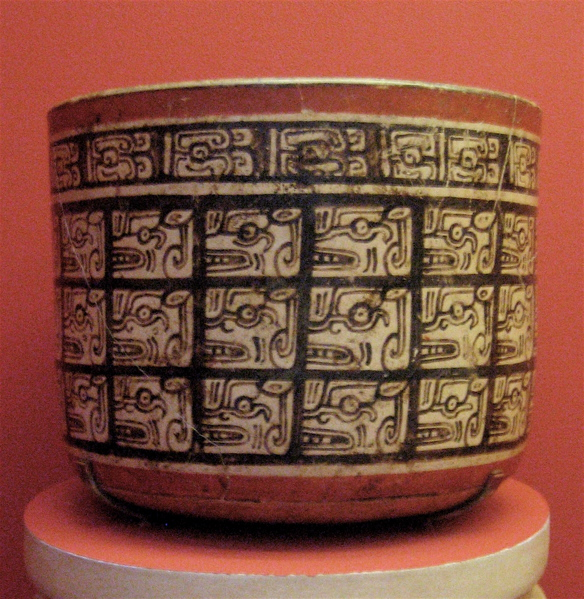
Naczynie, Gwatemala (650–850)
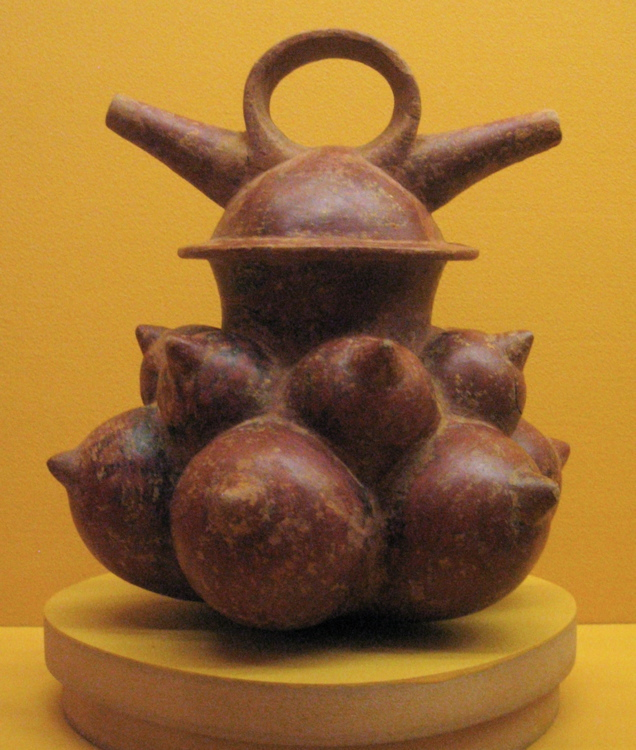
Naczynie w kształcie fallusów i piersi kobiecych, Kolumbia

### Sztuka Ameryki Łacińskiej
Zbiory dzieł sztuki Ameryki Łacińskiej (Latin American Art)znajdują się w budynku Art of the Americas na 4. kondygnacji. W 1997 kolekcjonerzy Edith i Bernard Lewin przekazali do muzeum ponad 2000 eksponatów z własnych zbiorów, obejmujących dzieła meksykańskich modernistów, co sprawiło, iż LACMA stało się jednym z głównych amerykańskich repozytoriów sztuki latynoamerykańskiej. W skład kolekcji wchodzą dzieła takich artystów jak: Diego Rivera, Roberto Matta, Rufino Tamayo, Francis Alÿs, Hélio Oiticica i Jesús Rafael Soto.

### Sztuka islamu

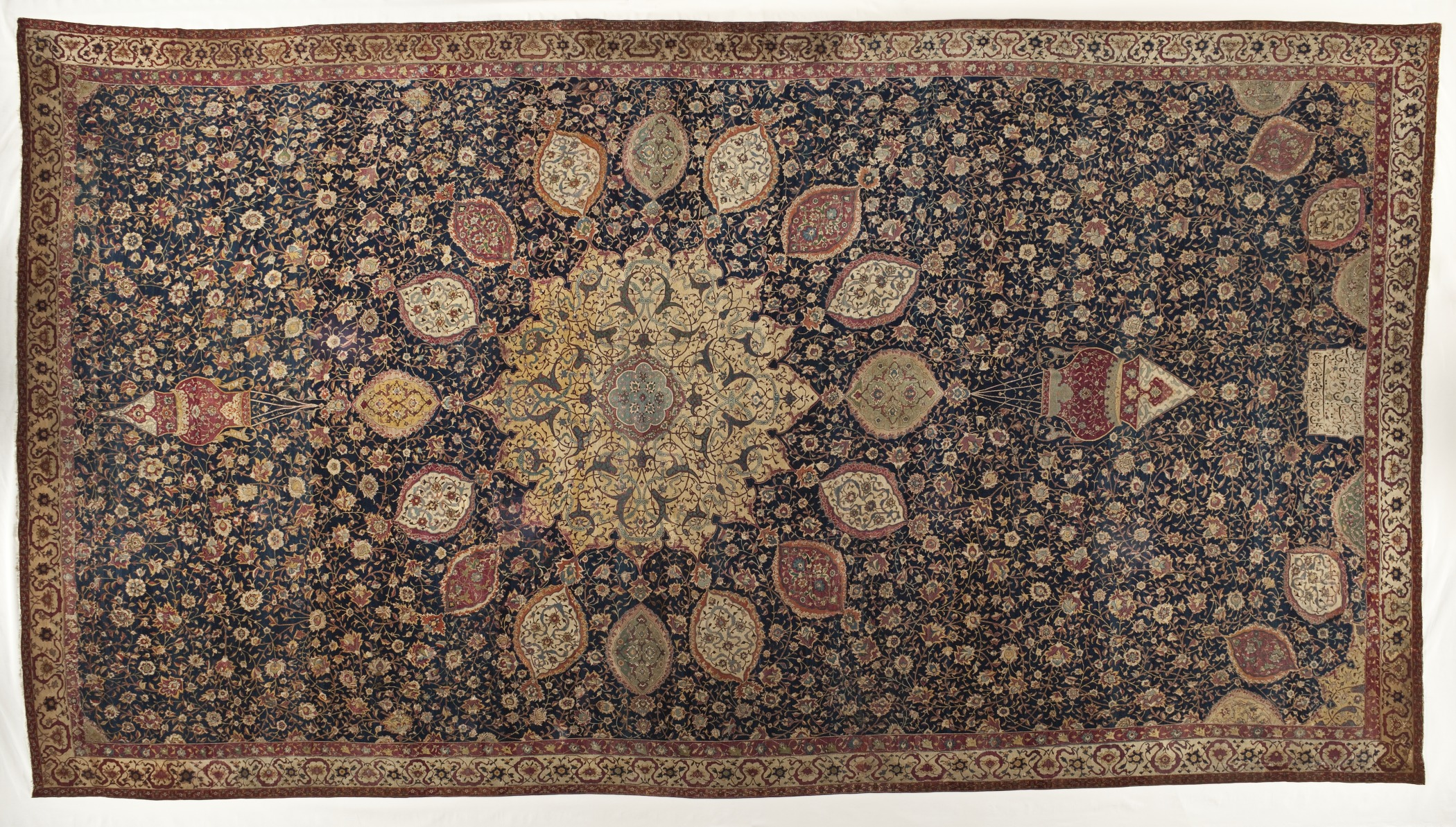
Kobierzec ardabilski z Los Angeles County Museum of Art

Kolekcja sztuki islamu (Islamic Art) mieści się w Ahmanson Building na 4. kondygnacji. Obejmuje różne rodzaje sztuki z obszaru rozciągającego się pomiędzy południową Hiszpanią a Azją Centralną i obejmujący okres czasowy 1400 lat. Na kolekcję składa się ponad 1700 dzieł artystów muzułmańskich, w tym wyroby z glazurowanej ceramiki, inkrustowane wyroby metalowe, emaliowane szkło, rzeźby drewniane i kamienne, ilustrowane manuskrypty, iluminacje i kaligrafie.

### Sztuka japońska
Kolekcja sztuki japońskiej (Japanese Art) mieści się w Pawilonie Sztuki Japońskiej (Pavilion for Japanese Art), zaprojektowanym przez architekta Bruce’a Goffa (1904-1982). Zbiory pochodzą z okresu między 3. tysiącleciem p.n.e. a XXI w. i obejmują: rzeźby buddyjskie i sintoistyczne, ceramikę, wyroby z laki, tekstylia, cloisonné i rynsztunek. Na uwagę zasługuje kolekcja miniaturowych przedmiotów znanych jako netsuke.

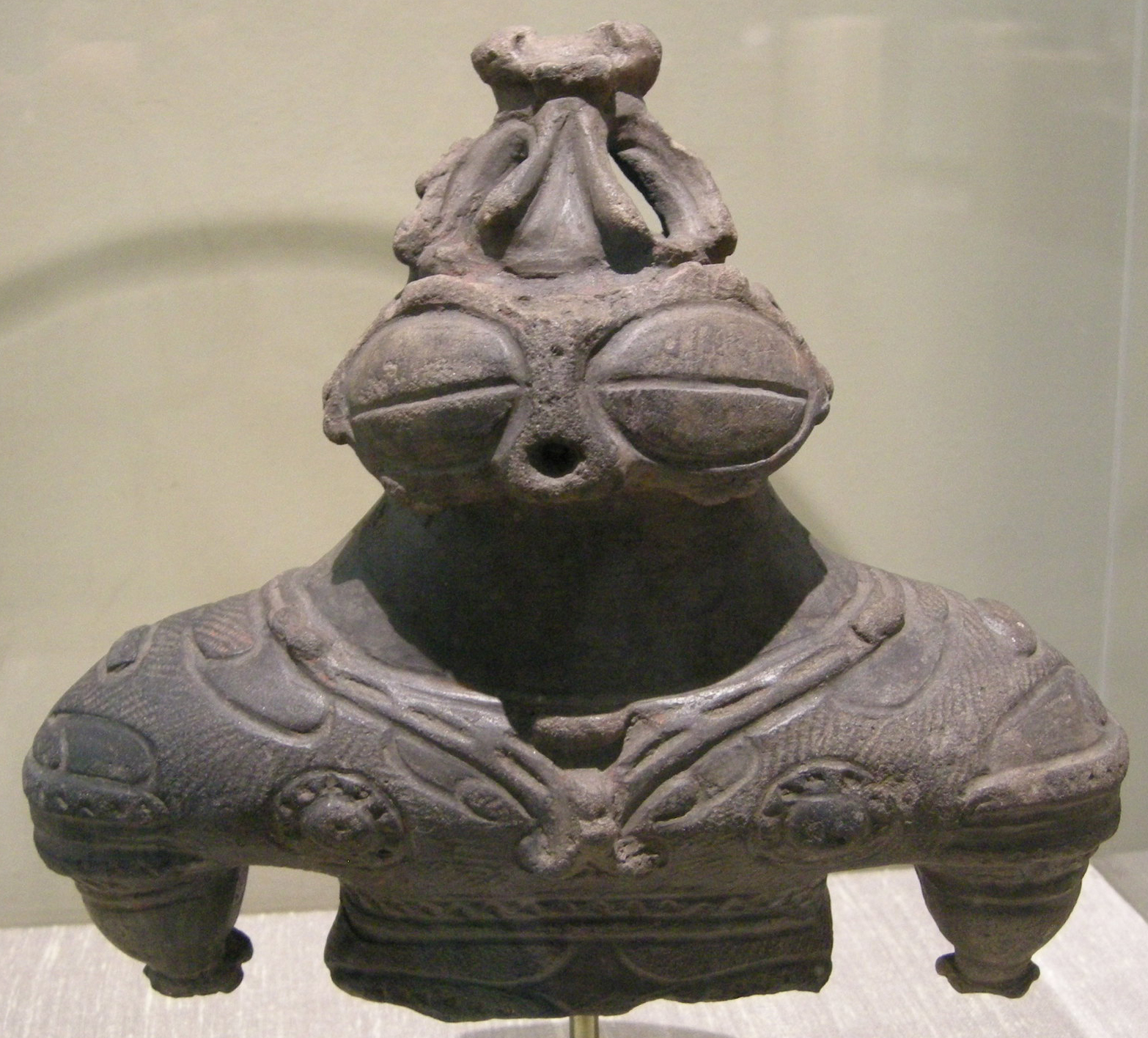
Rzeźba z późnego okresu Jōmon (400–100 p.n.e.)
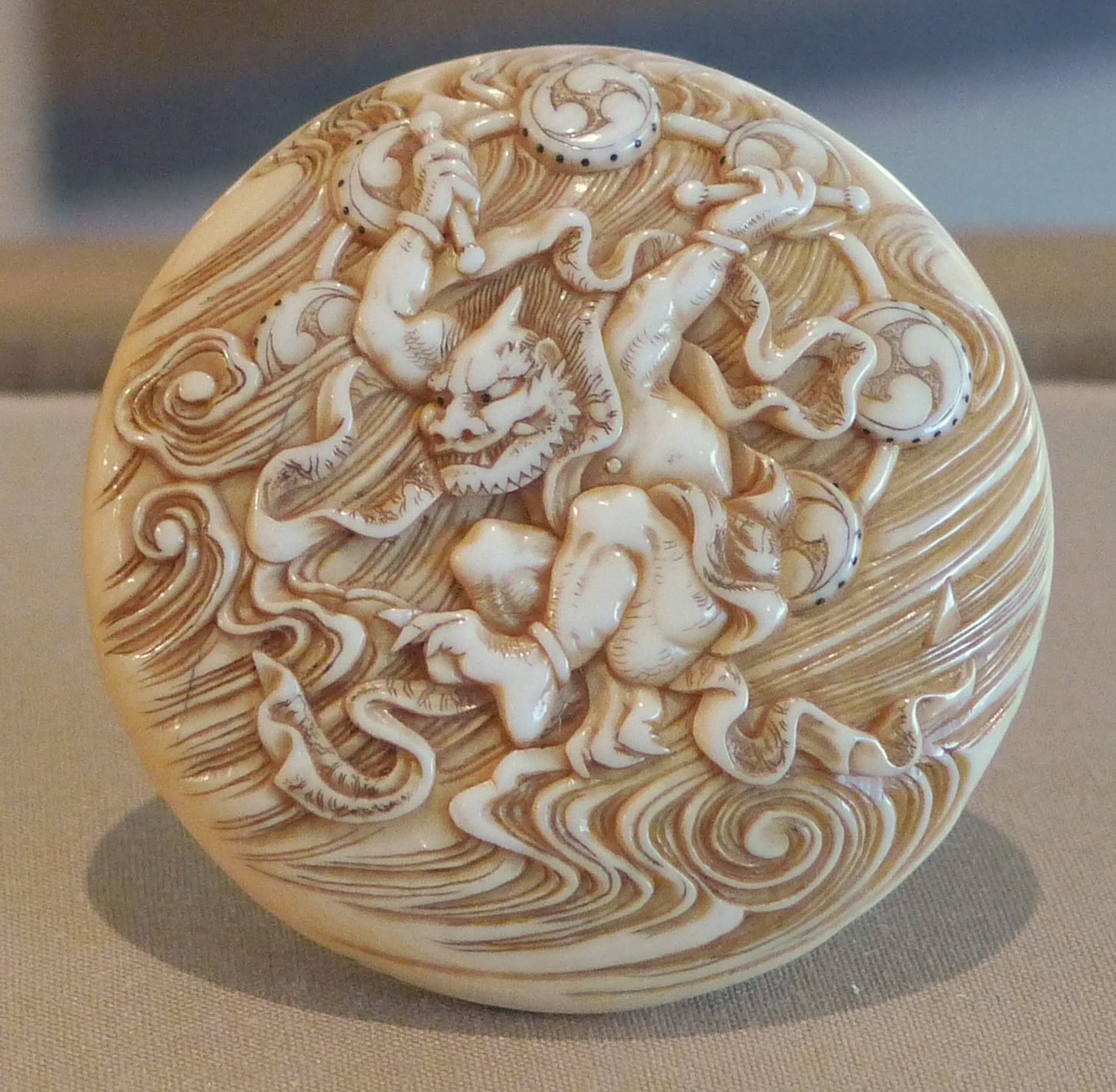
Raijin, bóg piorunów (netsuke)
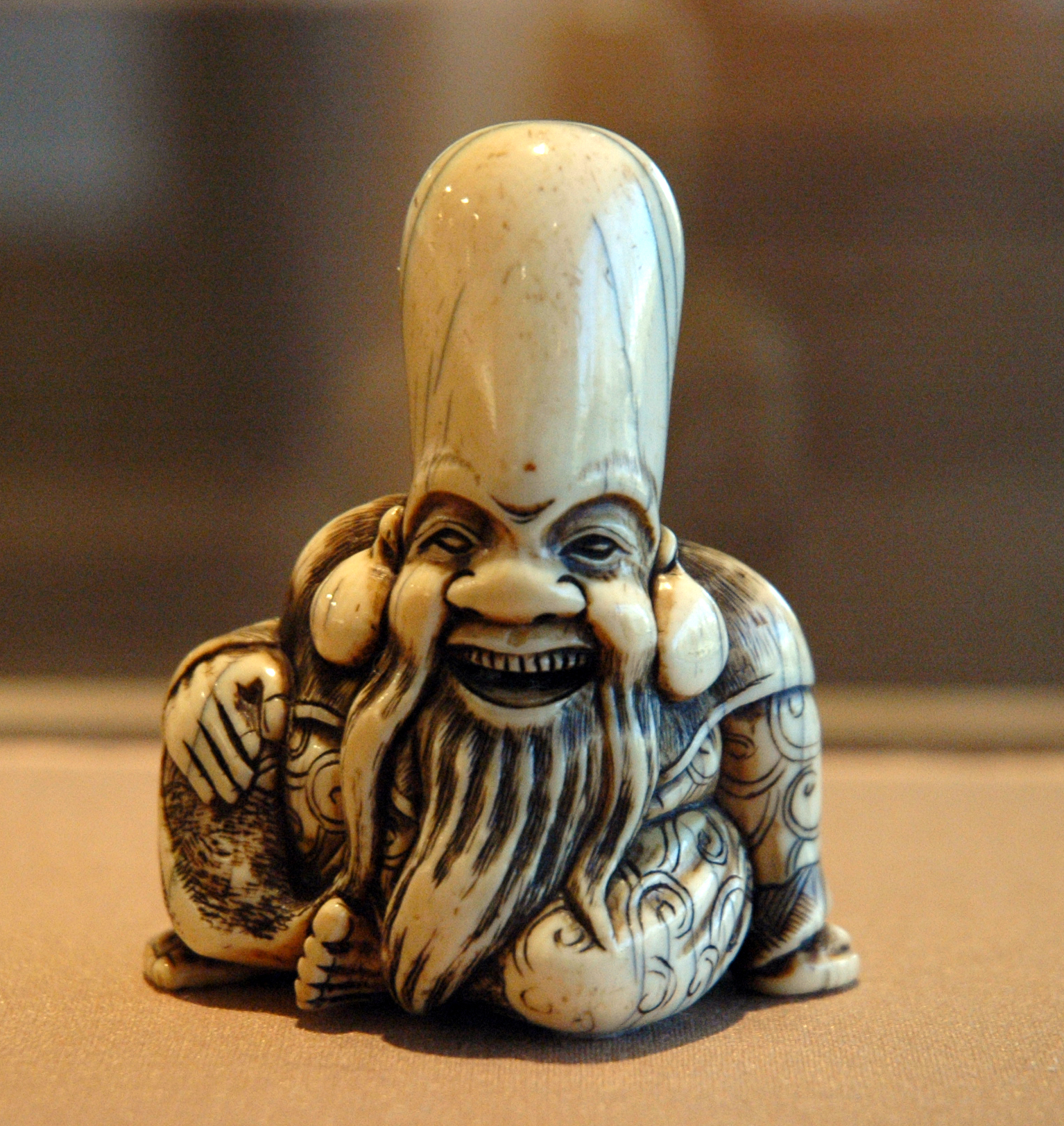
Fukurokuju, bóg mądrości (netsuke)
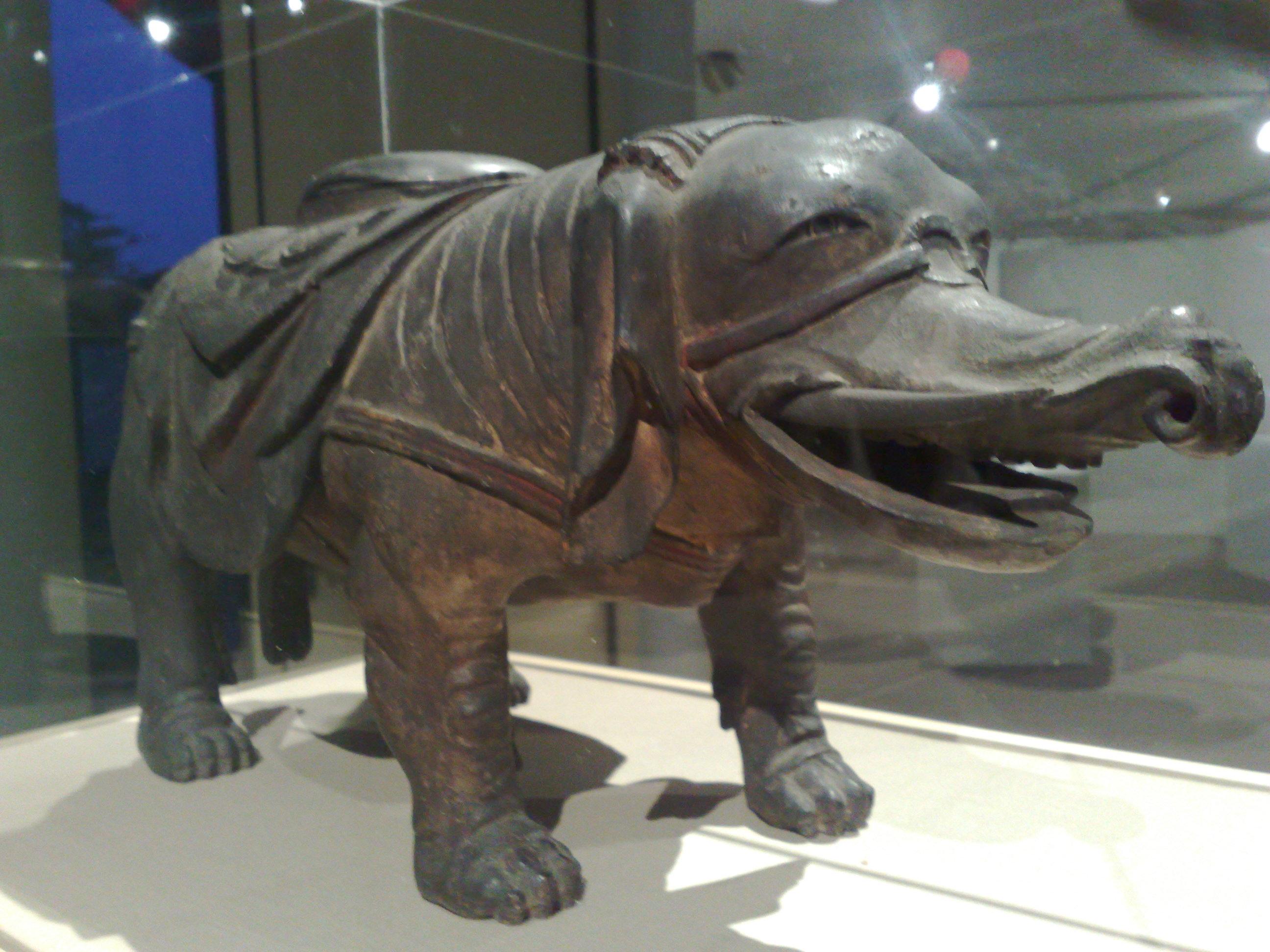
Słoń z okresu Kamakura (ok. 1250)

### Sztuka koreańska
Kolekcja sztuki koreańskiej (Korean Art) znajduje się w Hammer Building, na 2. kondygnacji. Zapoczątkowała ją kolekcja ceramiki koreańskiej, podarowana w 1966 przez Park Chung-hee, późniejszego prezydenta Korei Południowej. Zbiór stopniowo powiększał się aż do roku 2000, kiedy to muzeum zakupiło ponad 200 eksponatów z pewnej kolekcji w Los Angeles. W skład kolekcji sztuki koreańskiej wchodzą obrazy, ceramika, wyroby z laki i rzeźby, reprezentujące różne okresy rozwoju Korei.

### Sztuka chińska
Kolekcja sztuki chińskiej (Chinese Art) znajduje się w Hammer Building, na 2. kondygnacji i jest jedną z pierwszych w muzeum. Obejmuje okres ponad czterech tysięcy lat i różne gatunki sztuki: od wyrobów z nefrytu po współczesne wideo i fotografię.

### Sztuka Azji Południowej i Południowo-Wschodniej
Zbiory sztuki Azji Południowej i Południowo-Wschodniej (South and Southeast Asian Art) znajdują się w Ahmanson Building na 4. kondygnacji i obejmują malarstwo, rzeźbę i rzemiosło artystyczne Indii, Birmy, Kambodży, Indonezji, Laosu, Sri Lanki, Tajlandii i Wietnamu. Wszystkie regiony i okresy reprezentuje rzeźba buddyjska i hinduistyczna. Na uwagę zasługuje sztuka Tybetu i Nepalu (zwłaszcza malarstwo, rzeźba, rzemiosło dekoracyjne i meble).

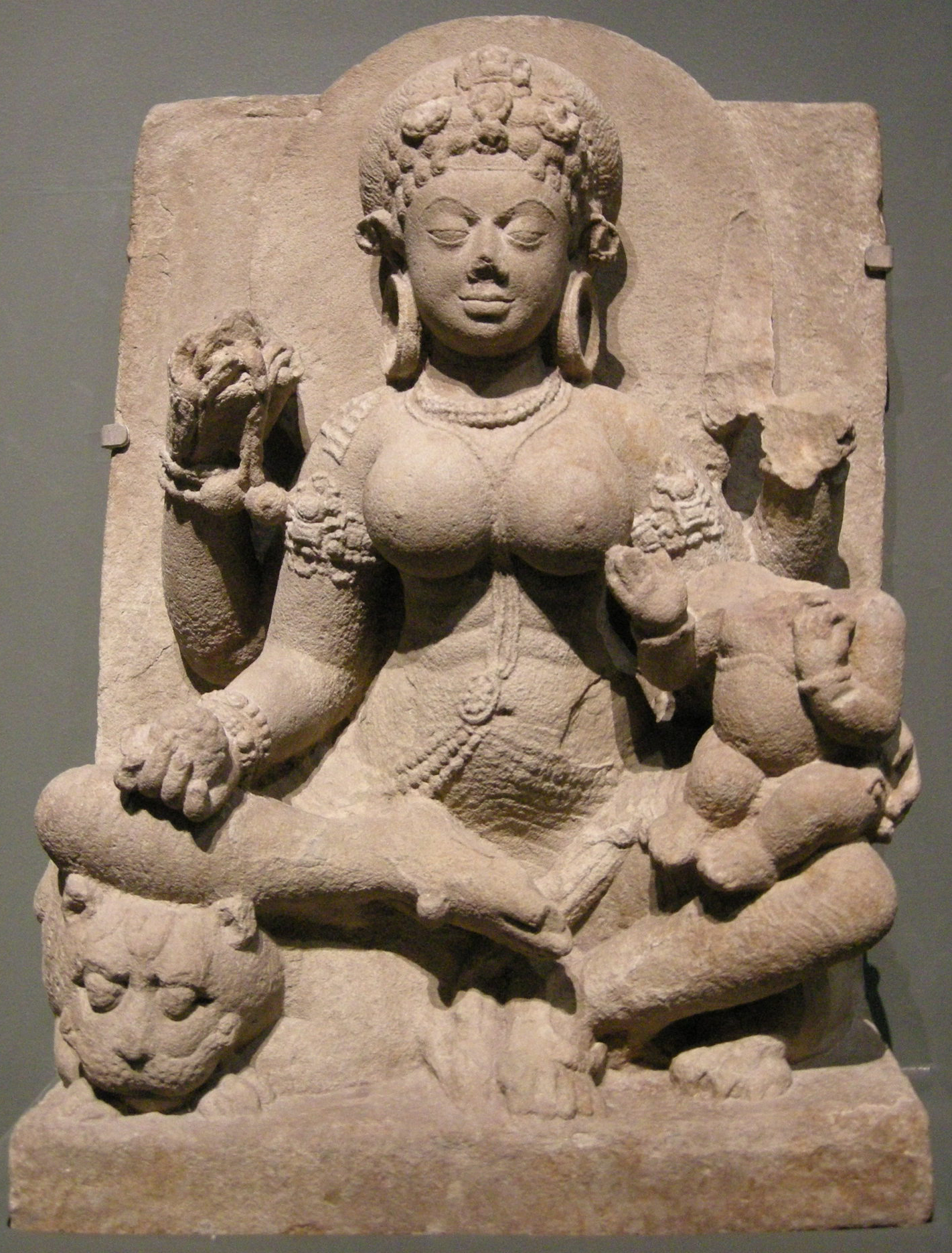
Bogini Ambika, Bihar, VI – VII w.
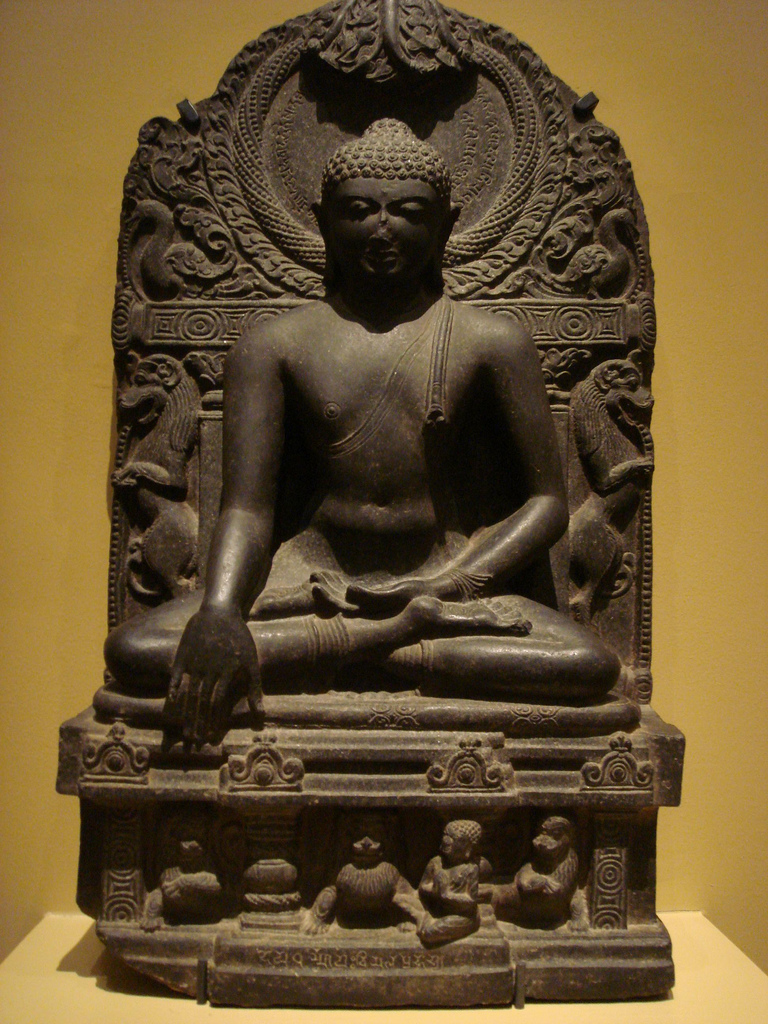
Budda, Gaja, ok. 850
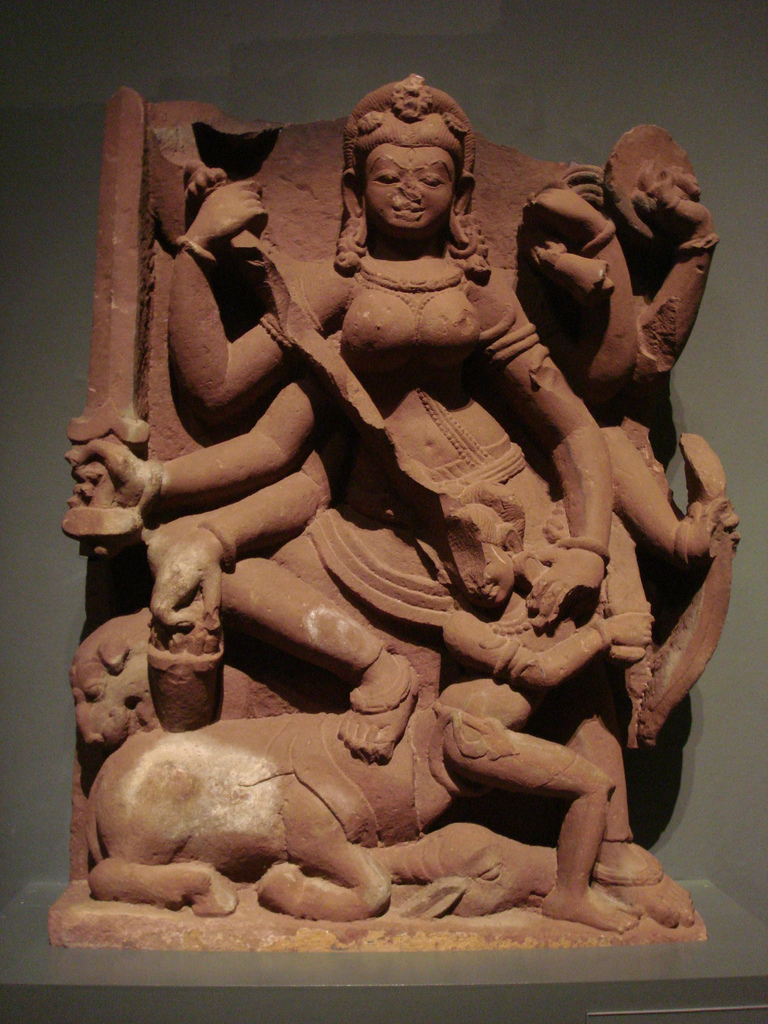
Durga walcząca z demonem, Radżastan, ok. 850–900
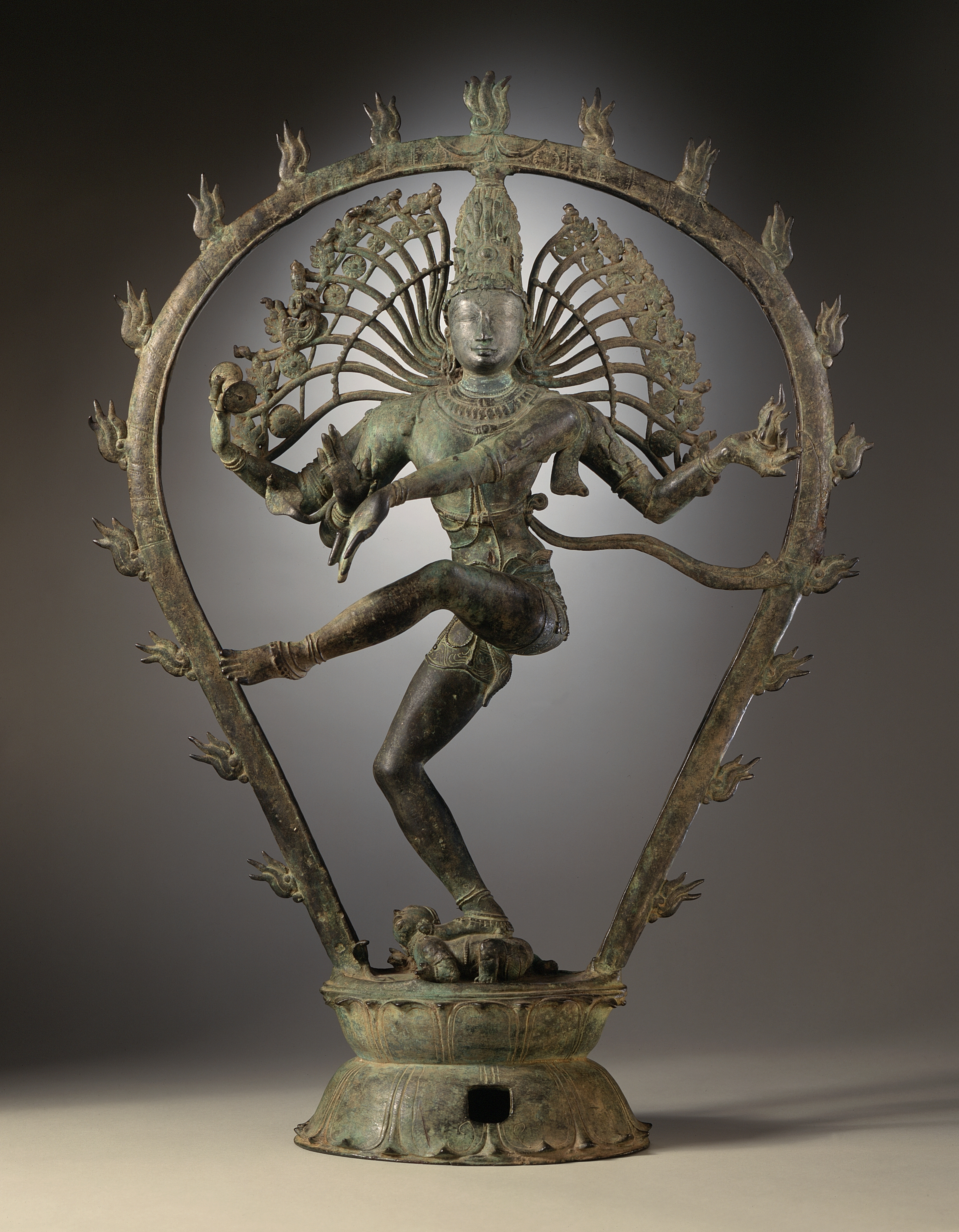
Śiwa jako bóg tańca, Tamilnadu, ok. 950–1000

### Sztuka Pacyfiku
Zbiory sztuki regionu Pacyfiku (Art of the Pacific) znajdują się w Ahmanson Building na 1. kondygnacji. W 2008 LACMA zakupiło jedną z najbardziej znaczących kolekcji sztuki regionu Pacyfiku, zgromadzonych w XX w. Zbiór, eksponowany w nowoczesnych galeriach zaprojektowanych przez współczesnego artystę Franza Westa, obejmuje różnorodne dzieła sztuki pochodzące zwłaszcza z Polinezji i Melanezji. Ozdobą kolekcji jest tzw. wiosełko taneczne z Wyspy Wielkanocnej i bęben z drewna i skóry rekina, pochodzący z Hawajów.

### Sztuka afrykańska
Sztukę afrykańską (African Art) reprezentują rozmaite dzieła jak: ozdoby ciała, drewniane maski, małe figurki z drewna i kości słoniowej, robótki z koralików, metaloplastyka, figury rytualne.

### Ubiory i tekstylia
Kolekcja ubiorów i tekstyliów (Costume and Textiles) znajduje się w różnych pomieszczeniach i obejmuje ponad 20 000 eksponatów reprezentujących ponad sto kultur oraz 2000 lat ludzkiej twórczości w tym zakresie. Szczególnie reprezentowane są tekstylia europejskie (w tym renesansowe) oraz amerykańskie. W dziale tym są też wyjątkowe kolekcje pochodzące ze świata islamu i z Azji południowej i południowo-wschodniej, w tym perskie dywany.

### Rzemiosło artystyczne i dizajn
Kolekcja rzemiosła artystycznego i dizajnu (Decorative Arts and Design) obejmuje dzieła europejskie i amerykańskie powstałe w okresie od średniowiecza do czasów współczesnych i jest jedna z najobszerniejszych w Stanach Zjednoczonych.

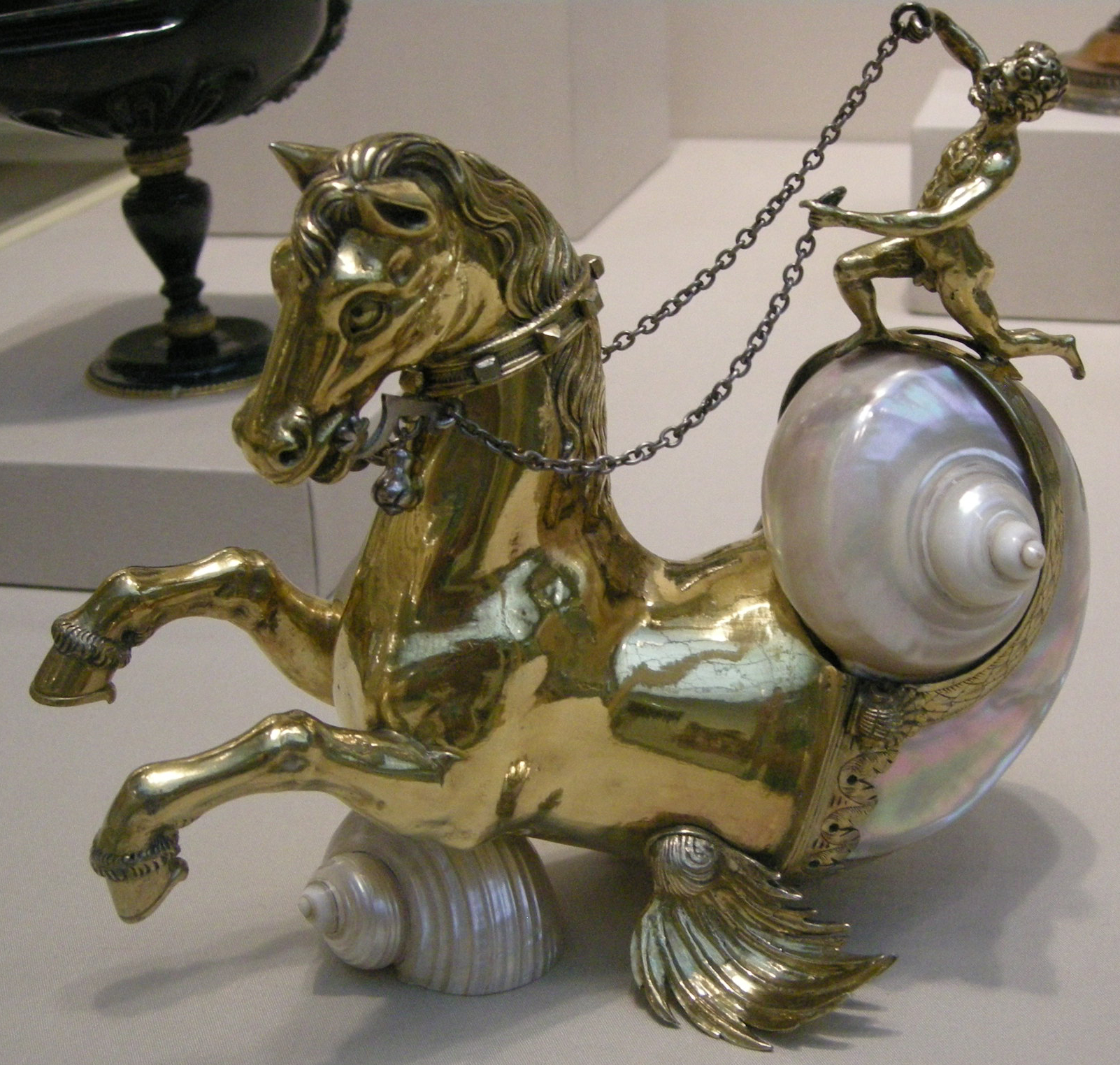
Konik morski z pozłacanego srebra i muszli, ok. 1590–1600 (wyrób niemiecki)
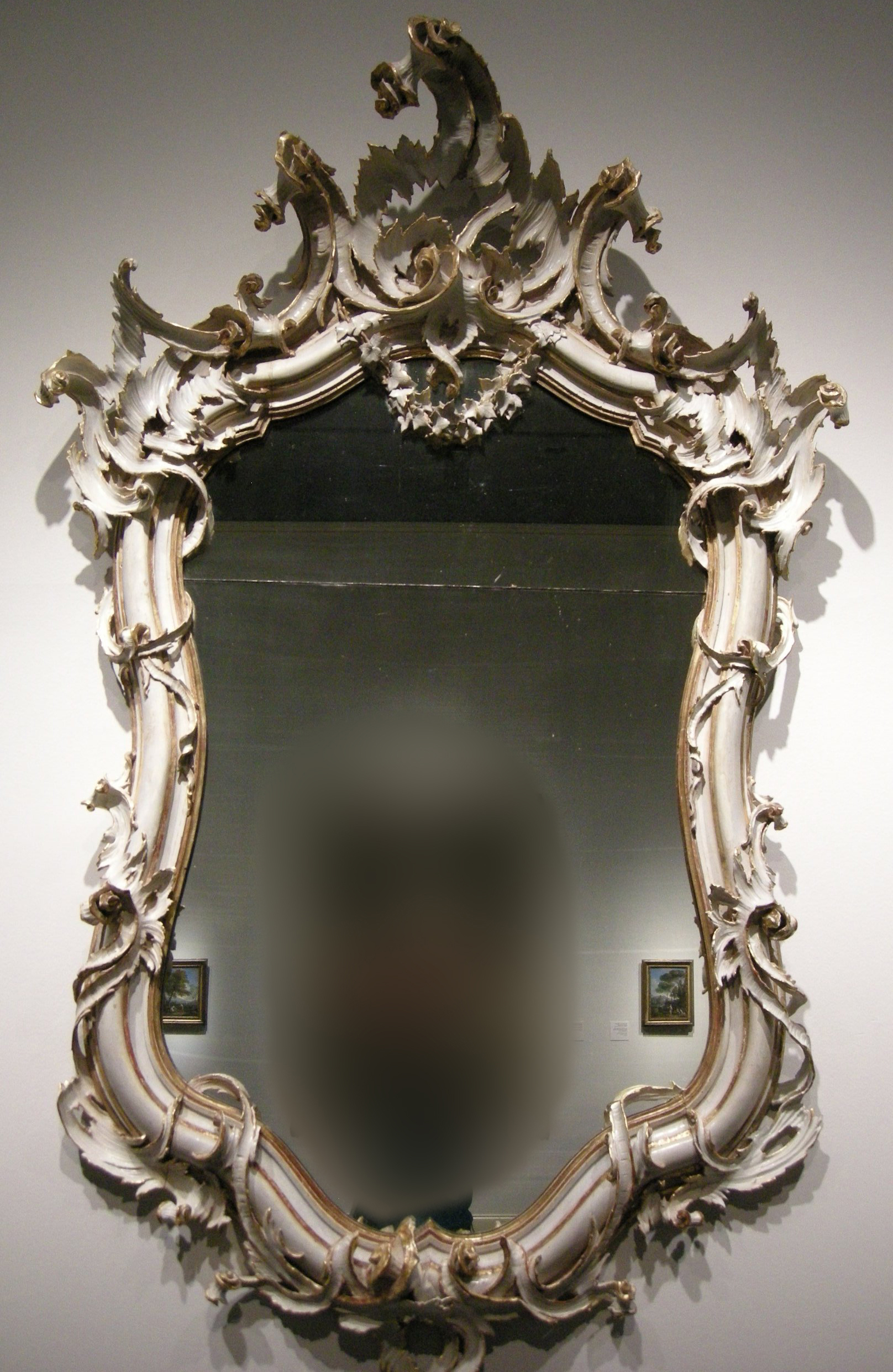
Lustro włoskie, ok. 1760
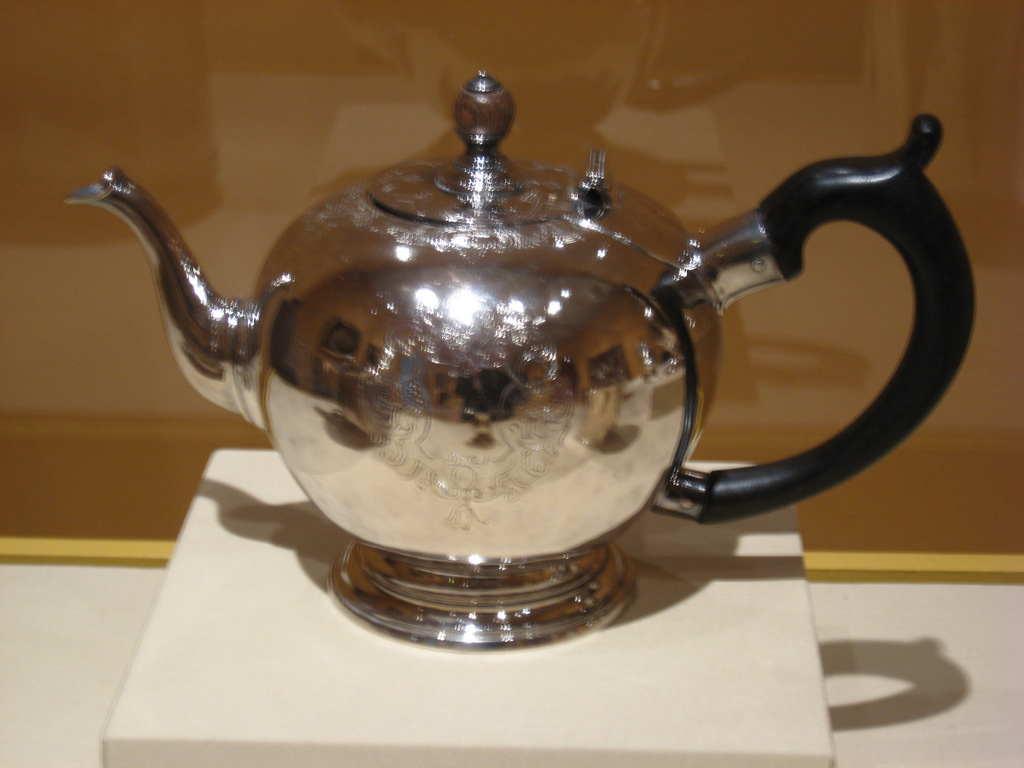
Imbryk do herbaty, ok. 1730, Jacob Hurd (USA)
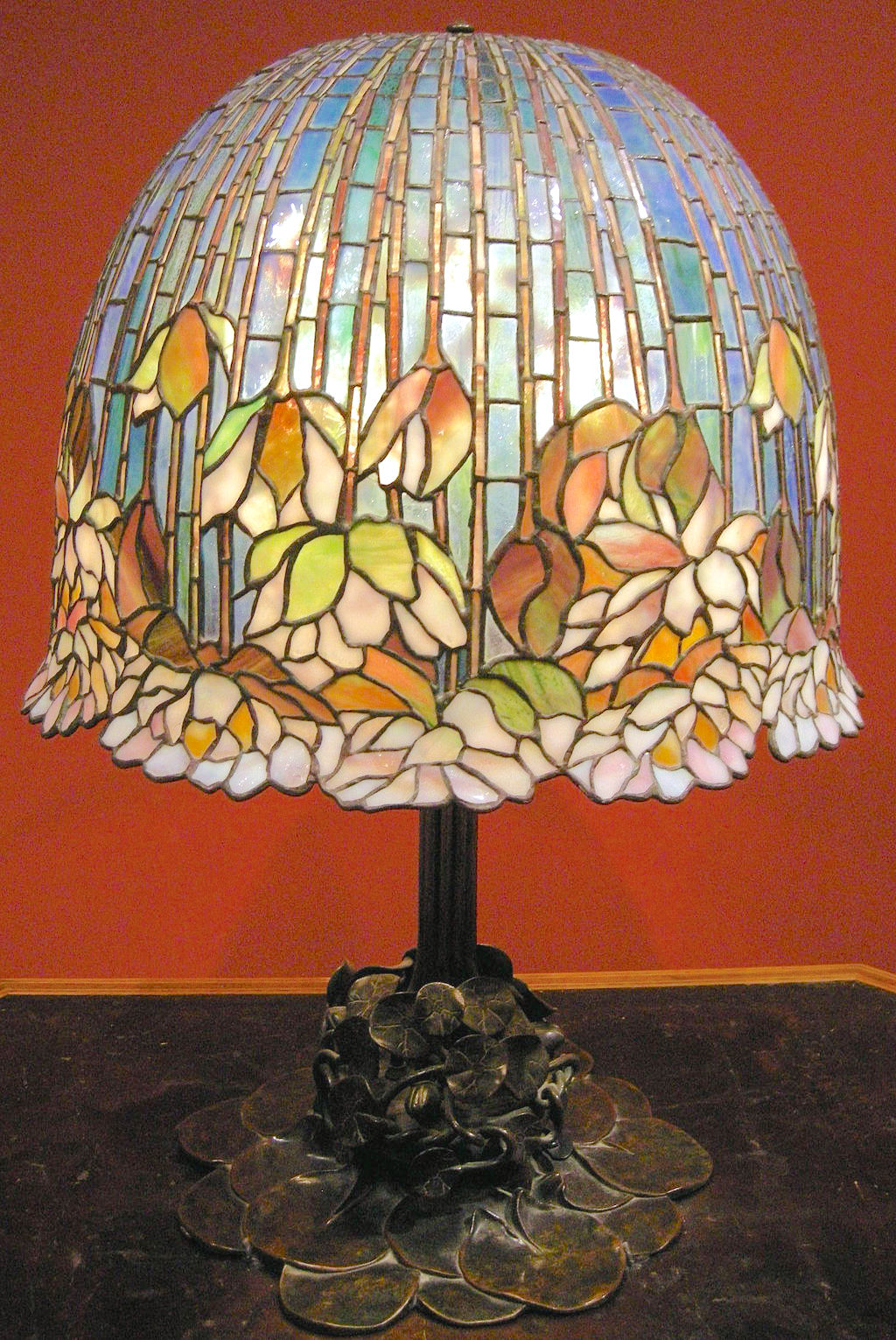
Lampa stołowa, ok. 1900–1910, Louis Comfort Tiffany (USA, Nowy Jork, 1848–1933)

### Fotografia
Zbiór fotografii (Photography) obejmuje ponad 15 000 eksponatów, począwszy od wynalezienia fotografii w 1839 aż do czasów współczesnych. Reprezentowane są fotografie wykonane różną techniką, od fotografii analogowych po cyfrowe.

### Grafika i rysunki
Kolekcja grafiki i rysunków (Prints and Drawings) znajduje się w Ahmanson Building na 3. kondygnacji i obejmuje ok. 30 000 eksponatów z Europy Zachodniej i Ameryki, poczynając od najwcześniejszych, XV-wiecznych przykładów druku po współczesną grafikę, ze szczególnym uwzględnieniem dokonań stanu Kalifornia w tej dziedzinie po roku 1960. Ozdobą kolekcji są prace Dürera, Rembrandta, Goi, Maneta, Toulouse’a-Lautreca, Matisse’a i Picassa oraz Amerykanów: Johna Marina i Edwarda Hoppera.